# Catastrophe de Courrières
La catastrophe de Courrières est une catastrophe minière qui s'est produite entre Courrières et Lens, le samedi 10 mars 1906, faisant officiellement 1 099 morts.
C'est la plus importante catastrophe minière de tous les temps en Europe et la deuxième au monde (après celle de Benxi en Chine en 1942, qui a fait 1 549 morts).
Elle tire son nom de la Compagnie des mines de Courrières qui exploitait le gisement de charbon du bassin minier du Nord-Pas-de-Calais dans le Pas-de-Calais et fournissait à l'époque 7 % de la production nationale de charbon.
Un coup de poussier a dévasté 110 kilomètres de galeries dans les fosses nos 2 à Billy-Montigny, 3 à Méricourt et 4 - 11 à Sallaumines. Le choc fut tel que les cages ne pouvaient plus circuler dans le puits de la fosse no 3 et que des débris et des chevaux ont été projetés à une hauteur de dix mètres sur le carreau de la fosse.
Trois jours après l'explosion, les recherches pour retrouver les survivants sont abandonnées et une partie de la mine est condamnée, pour étouffer l'incendie et préserver le gisement. Cette gestion de la crise par la compagnie minière a été particulièrement mal vécue par les mineurs et leurs familles. Le 30 mars, soit vingt jours après l'explosion, treize rescapés réussissent à retrouver le puits par leurs propres moyens après avoir erré dans le noir total sur des kilomètres ; un quatorzième est retrouvé quatre jours plus tard.
La catastrophe a provoqué une crise politique et un mouvement social qui a débouché sur l'instauration du repos hebdomadaire.

## Les fosses concernées en 1906

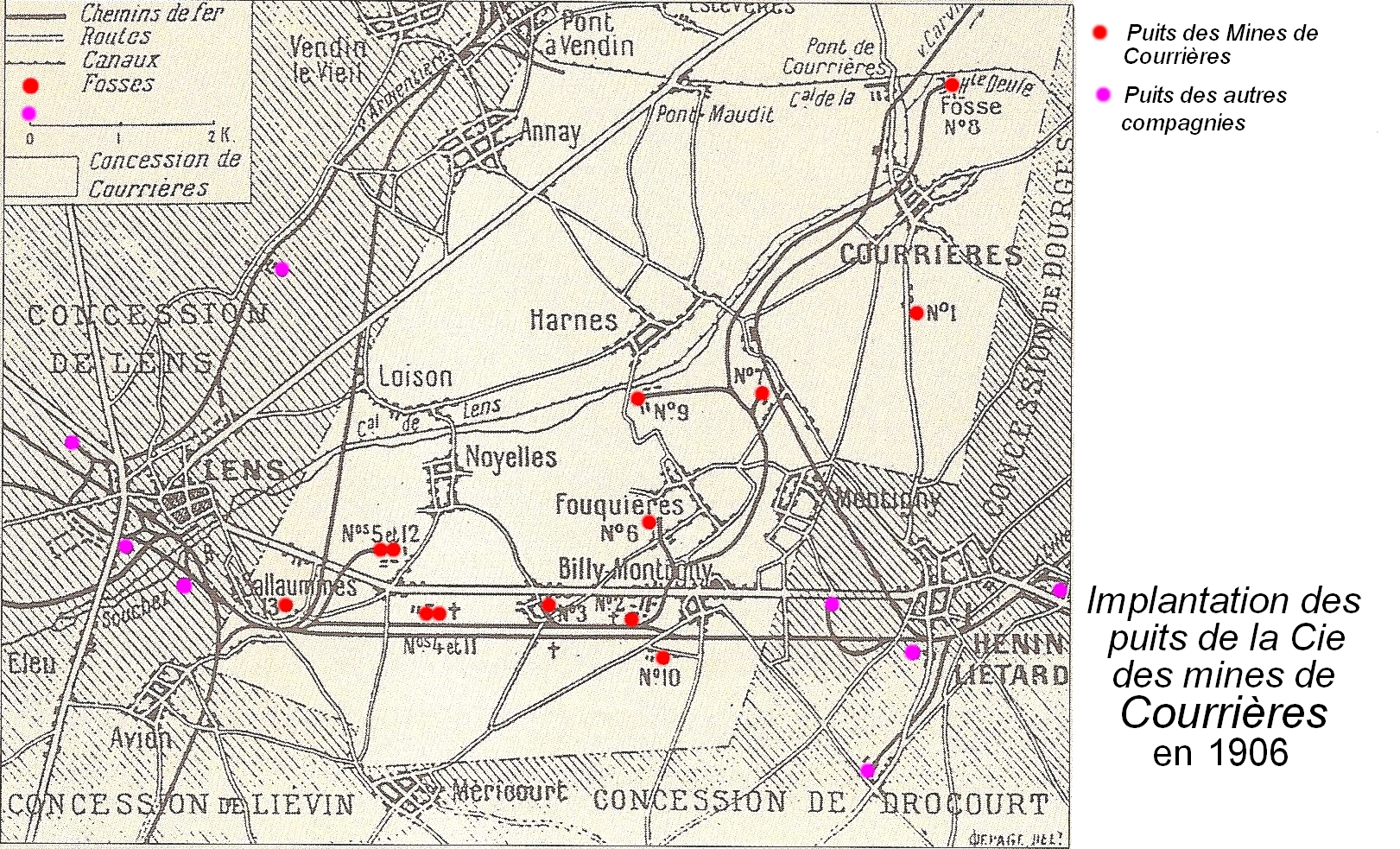
Les fosses de la Compagnie des mines de Courrières en 1906. Treize puits sont établis, dont un en cours de fonçage.

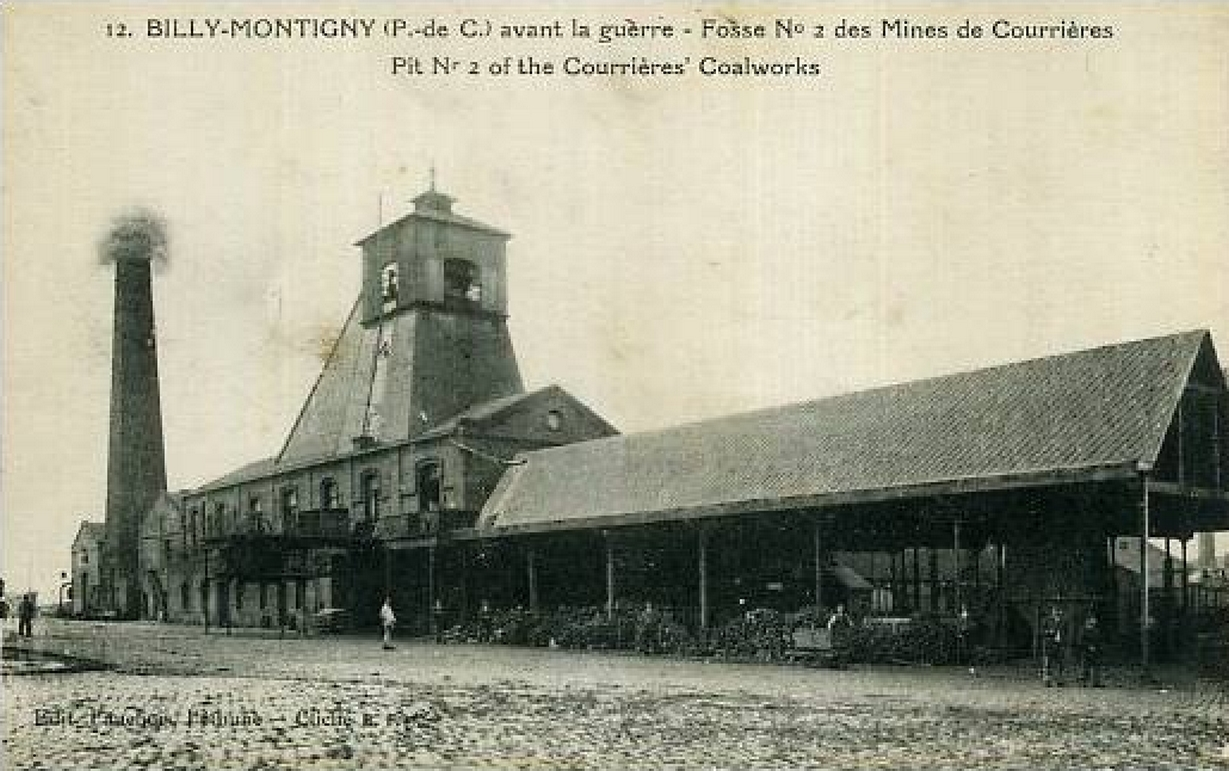
La fosse no 2.

Les plus anciennes fosses de la Compagnie des mines de Courrières, ouvertes sous le Second Empire, présentent d'importantes veines de charbon gras, et l'essentiel du travail d'abattage s'effectue à un niveau compris entre 326 et 340 mètres.
À 6 h 34, le samedi 10 mars 1906, un « coup de poussier » d'une rare violence ravage en quelques secondes 110 kilomètres de galeries communes aux trois fosses et situées sur les territoires de Billy-Montigny (fosse no 2 dite Auguste Lavaurs), Méricourt (fosse no 3 dite Lavaleresse ou Charles Boca) et Sallaumines (fosse no 4 - 11 dite Sainte-Barbe ou Charles Derome),. La fosse no 10 de Billy-Montigny, située moins d'un kilomètre au sud-est de la fosse no 2 ne fut pas affectée par la catastrophe. Tout était en état de marche dans ce puits. Lorsque la catastrophe eut lieu, le puits no 15 était en cours de fonçage à côté du puits no 3 depuis 1905. Il n'était donc pas utilisable. Le puits no 20 ne sera adjoint au puits no 10 que quelques années plus tard.
Avant 1891, les puits fonctionnaient indépendamment, les galeries au fond ne communiquaient pas avec celles des autres sièges dans le bassin minier, à de rares exceptions près. Cela changea lorsque les galeries d'une des fosses de la Compagnie des mines de Bruay furent inondées. Dès lors, l'administration autorisa le creusement de bowettes entre plusieurs sièges d'extraction car en cas d'inondation, les secours sont facilités et les eaux, étalées sur une plus grande surface, sont évacuées plus rapidement et font moins de dégâts.
Au sein de la Compagnie des mines de Courrières, chaque fosse est indépendante, les chantiers du fond sont reliés et les puits fonctionnent en réseau. La première fosse ouverte par la compagnie est la fosse no 1 sur le territoire de Courrières. Elle entre en exploitation en 1851 mais n'étant pas rentable, l'extraction y cesse en 1888. Ce puits sera rebouché après la Première Guerre mondiale. Les puits des fosses no 2 à Billy-Montigny, no 3 de Méricourt et no 4 de Sallaumines commencent à extraire respectivement en 1856, 1860 et 1867. Le fonçage du puits no 10 a débuté en 1896 et l'exploitation commence en 1900. Initialement autonomes, ces fosses étaient reliées par des galeries au moment de la catastrophe. Cinq puits répartis sur quatre fosses (no 2, 3, 4/11 et 10) sont connectés entre eux pour l'aérage. Les puits no 10 et 11 sont des entrées d'air, les puits no 2 et 4 sont des sorties d'air. Quant au puits no 3, il assure les deux fonctions : deux cloisons divisent le puits en trois compartiments. Le compartiment central est le plus grand, il permet la circulation des cages et l'entrée de l'air. Sur les côtés, il existe deux compartiments de plus petite taille. Le premier goyot sert à la sortie de l'air, quant au second, il est équipé d'échelles qui permettent au personnel de pouvoir remonter en cas de panne des cages. Le choc de l'explosion ayant endommagé les cloisons, la circulation de l'air ne fonctionnait plus. Une autre caractéristique de ce système est que l'air entrant dans le puits est envoyé dans trois zones : vers les puits no 2 et 4 et vers un quartier d'extraction au sud du puits no 3. C'est l'air qui est envoyé dans ce quartier qui remonte par le goyot du puits no 3.

## La catastrophe

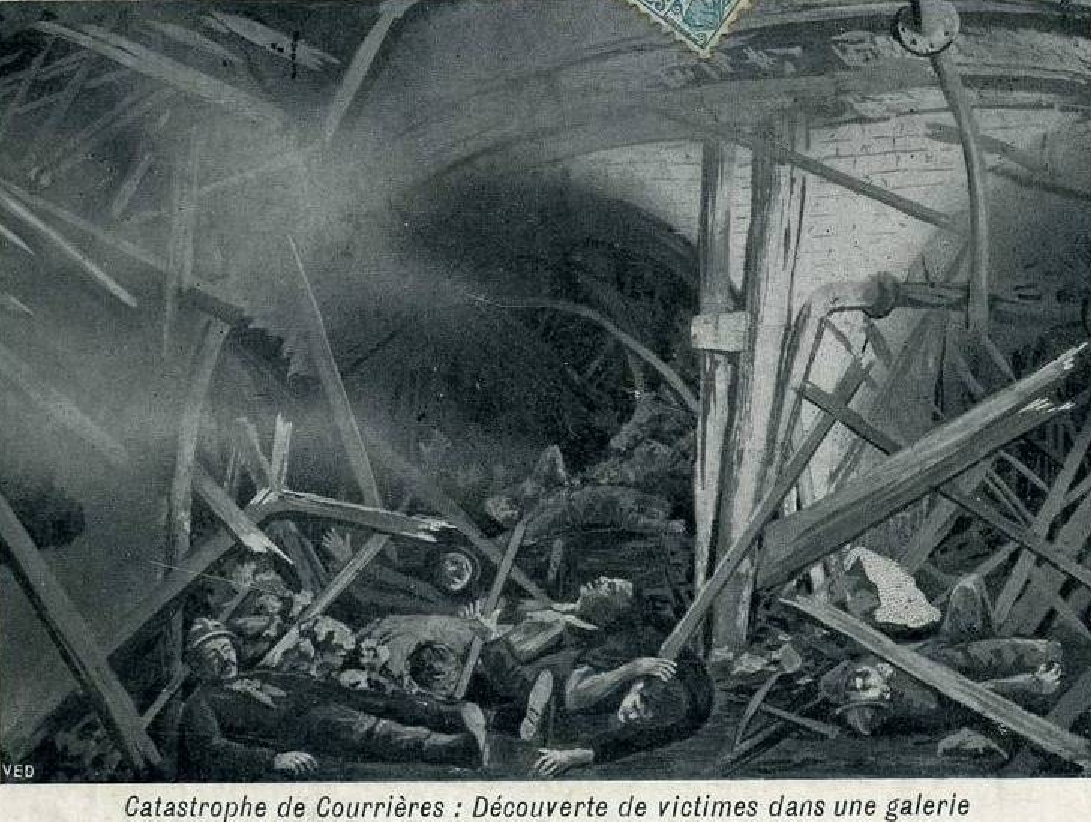
Découverte de victimes dans une galerie.

L'exploitation étant réputée non grisouteuse, l'emploi de lampes de sécurité n'y était pas obligatoire. Pour certains ingénieurs, le coup de poussier aurait cependant été initié par un coup de grisou dû à l'utilisation de lampes à feu nu. D'autres ingénieurs arrivèrent à la conclusion que l'explosion de poussières se produisit en l'absence totale de grisou. C'est cette dernière hypothèse qui est aujourd'hui la plus communément admise.

### Des conditions déjà dégradées
Une des causes indirectes serait un feu de mine qui s'était déclenché les jours précédents dans des anciens travaux. En effet, le 7 mars, un feu avait été découvert dans l’une des veines de la fosse de Méricourt. Il s'agit de la veine Cécile, située à la profondeur de 326 mètres, et où l'exploitation est terminée. Il fut découvert à 22 h par un ouvrier qui ramenait son cheval à l'écurie. Le feu était situé dans un vieux tas de bois. Cet incendie pourrait être dû à la lampe d'un mineur qui travaillait dans ce secteur ou à l'échauffement spontané du gisement.
Les ingénieurs et les chefs (les porions) décident d’édifier des barrages pour l’étouffer. Dans la nuit du 7 au 8 mars, un barrage, une estoupée longue de trois mètres, est édifié. Elle est faite de terres et de cailloux. Afin d'étouffer le feu, l'ingénieur de la fosse Barrault fait établir un autre barrage à la bifurcation de la veine Cécile avec la bowette de l'étage 280. D'autres barrages furent encore édifiés afin d'étouffer encore plus vite l'incendie en coupant les arrivées d'air et, donc, d'oxygène. Ces travaux durèrent toutes les journées des 7, 8 et 9. La situation empirant, le 9 mars, la construction de plusieurs autres barrages consécutifs est décidée. Le dernier, réalisé en maçonnerie, fut achevé le soir.
Ces mesures de préventions ont pu favoriser un phénomène de contre-explosion.
Pierre Simon, plus connu sous le nom de Ricq, délégué mineur depuis 1891, demande que personne ne descende tant que le feu ne sera pas éteint. Poursuivre l'exploitation du charbon dans ces conditions est en effet trop dangereux. Mais son avis n'est pas suivi.

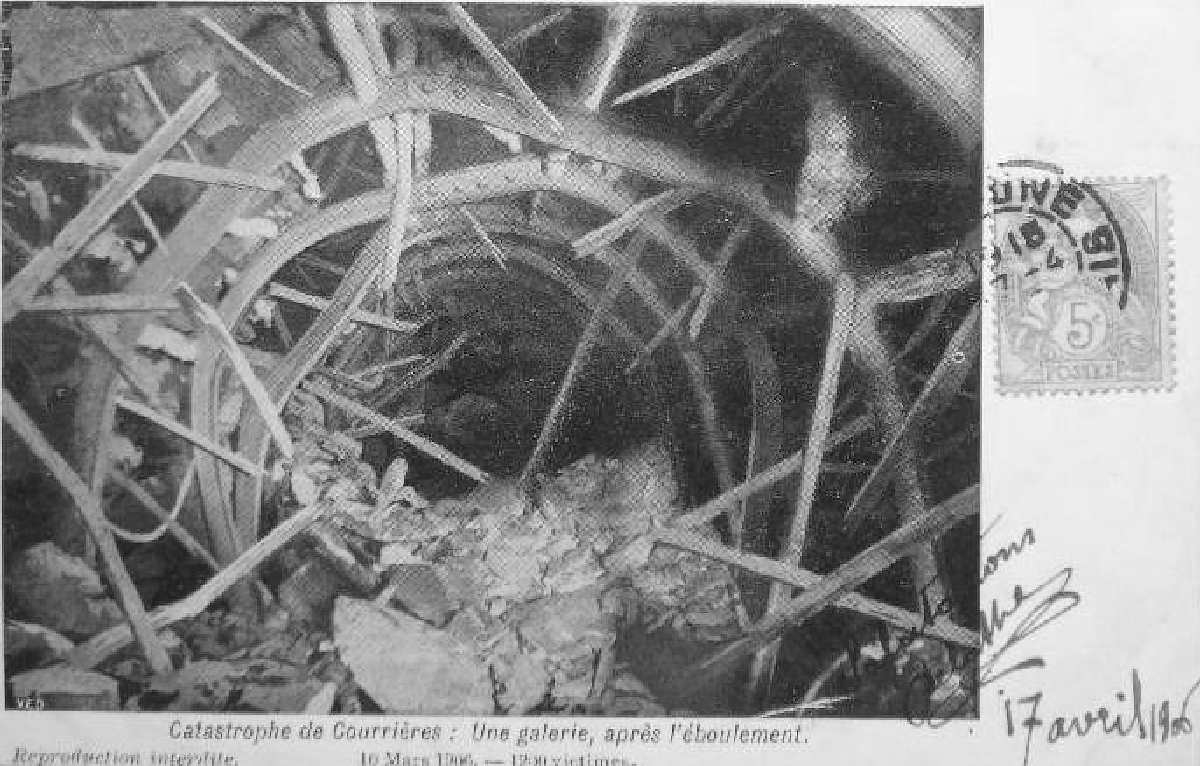
Une galerie après l'éboulement.

### L'explosion
L'explosion initiale, dans le chantier Lecœuvre, souleva la poussière de charbon et la flamme parcourut 110 kilomètres de galeries en moins de deux minutes (soit une vitesse de plus de 3 300 km/h). Qu'elle ait été ou non initiée par le grisou, l'explosion fut donc immédiatement suivie par un coup de poussier beaucoup plus dévastateur et meurtrier.
Le 10 mars, à 6h du matin, 1 664 mineurs et galibots (âgés de 14 à 15 ans) étaient déjà descendus dans les fosses 2, 3, 4 et 10 dont les zones de travail étaient situées à une profondeur variant entre 330 et 340 mètres. À 6 h 30, des employés aperçurent une fumée noire sortant de la porte du moulinage de la fosse no 3. Quelques minutes plus tard, une déflagration ébranla le puits no 4. La chaleur causée par l'explosion transforma les galeries en une véritable fournaise, et la déflagration associée balaya tout sur une distance de 110 kilomètres. Ensuite, les gaz méphitiques se répandirent dans les galeries. La déflagration fut si forte que des débris ainsi que des chevaux furent projetés à une hauteur de dix mètres sur le carreau de la fosse no 3.

### Le début du sauvetage

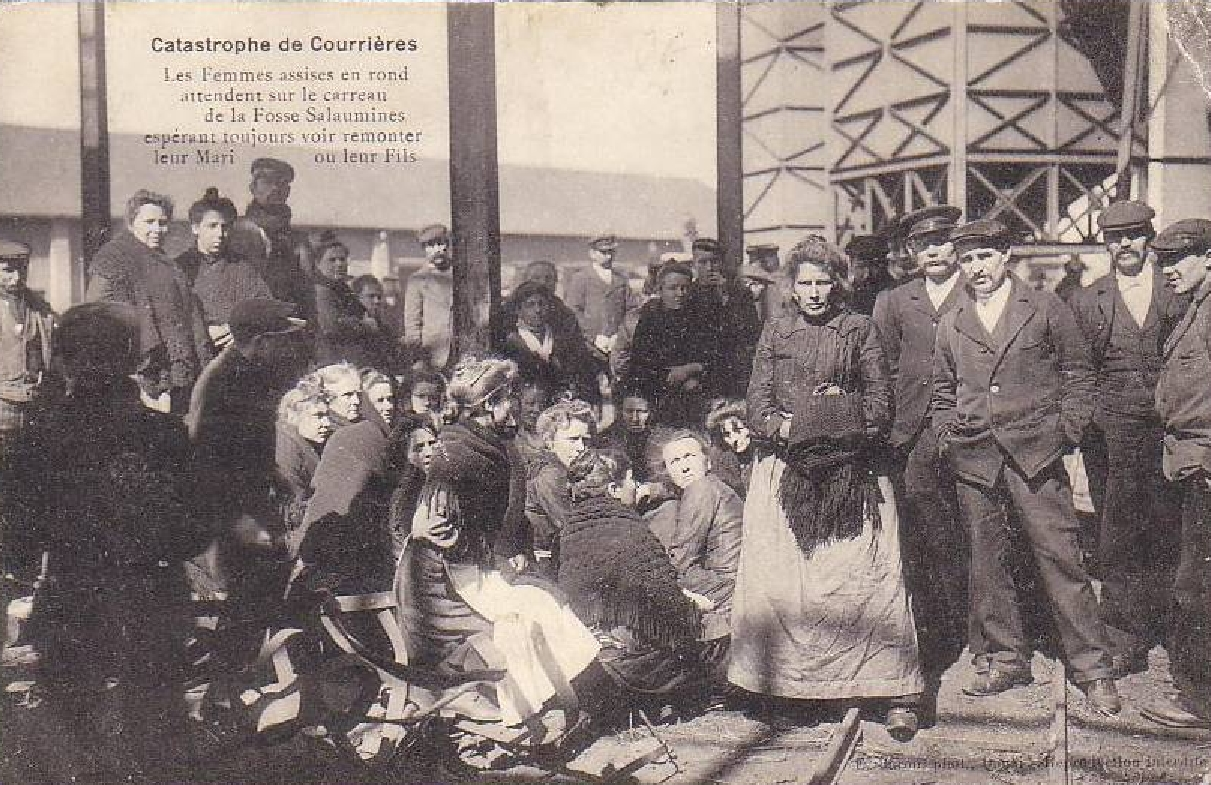
Les femmes assises en rond attendent sur le carreau de la fosse de Sallaumines.

Une violente secousse est ressentie dans les quartiers avoisinant les trois charbonnages. Elle est immédiatement suivie d'un bruit sourd. Selon d'autres témoignages, il s'agirait d'une violente détonation. Portes et fenêtres commencent à s'ouvrir. Les habitants s'interrogent et commencent à s'inquiéter, ils attendent - fébriles - de savoir quelle fosse est touchée.
Le directeur de la Compagnie, Lavaurs, est immédiatement alerté. Son habitation est située à côté du carreau de fosse no 2, où il se rend aussitôt et donne ses instructions. Puis il se rend immédiatement à la fosse no 3. L'ingénieur Voisin et un homme d'about descendent prudemment dans le puits no 2 qui est intact. À 306 mètres de profondeur, ils découvrent évanoui le chef-porion Lecerf qu'ils ramènent à la surface.
À la fosse no 3, l'ingénieur principal Petitjean se trouve à une quarantaine de mètres du chevalement lorsqu'un nuage de poussières jaillit du puits dans un vacarme épouvantable et retombe sur les installations. Le souffle est si fort qu'un cheval est projeté en l'air, le chevalet a été soulevé et le moulinage a été ravagé.

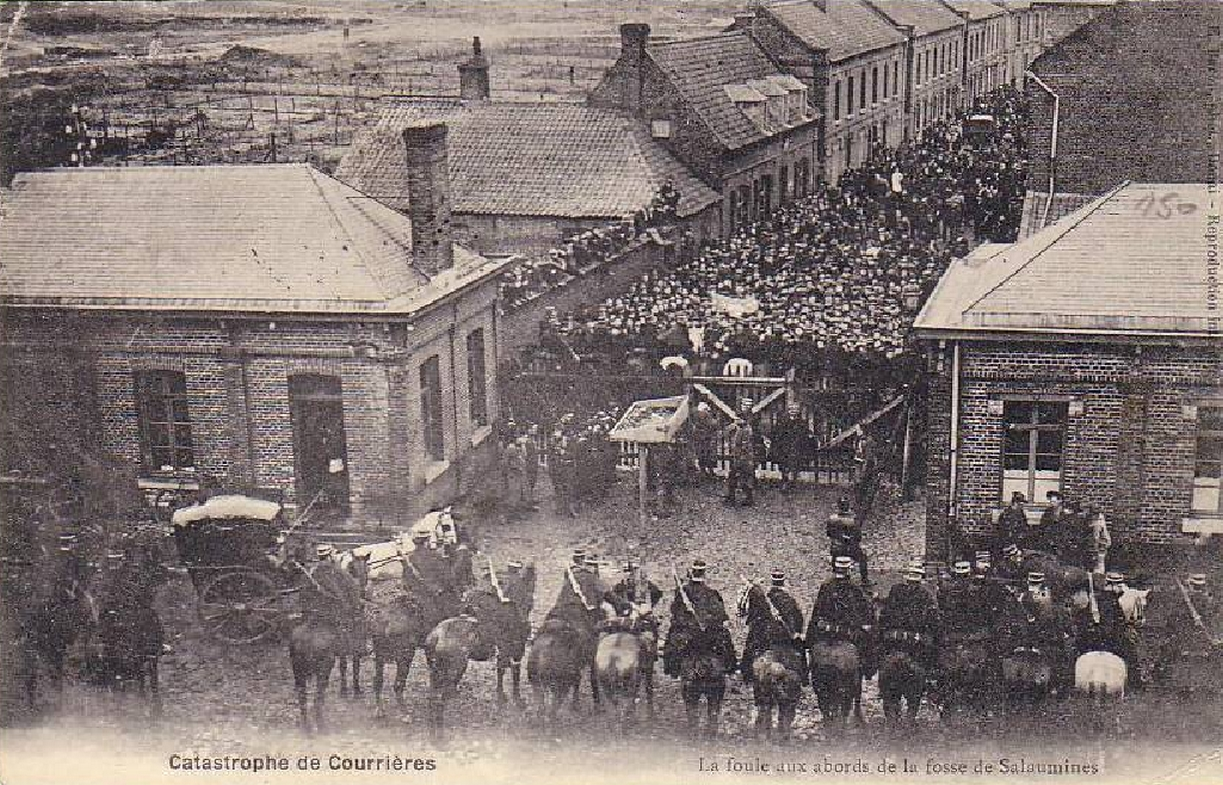
La foule aux abords de la fosse de Sallaumines.

Abasourdi, Petitjean reprend ses esprits et court vers le puits. Il constate que la cloison du goyot est démolie. Par conséquent, l'aérage ne peut plus se faire correctement, et certains travaux au fond risquent de manquer d'air frais. Il est impossible de remonter la cage qui était au fond au moment de l'explosion étant donné que les parois du puits se sont rapprochées. Pire encore, plus personne ne peut descendre par les échelles car le puits est totalement bouché par un amas de ferraille. Le directeur de la Compagnie Lavaurs passe. Pour atteindre les chantiers de la fosse no 3, il va falloir descendre par le puits de la fosse 4/11. En effet, désobstruer le puits demanderait trop de temps.
Vers huit heures, à la fosse no 2, l'ingénieur et l'homme d'about tentent une nouvelle descente. Ils sont cette fois-ci accompagnés de Charles Casteyes, il s'agit d'un jeune galibot originaire de Montigny-en-Gohelle chargé de porter les médicaments. Juste avant la descente, l'ingénieur Voisin demande au mécanicien de ne pas faire descendre la cage au-delà de l'étage d'exploitation no 258, soit 258 mètres de profondeur. L'air devient irrespirable passé cette profondeur. La cage descend dans le puits, passe au niveau de l'étage 258. Hélas, dans la panique, le mécanicien a oublié de stopper la machine. Lorsque la cage passe devant un étage, l'homme d'about en bondit et alerte le personnel au jour. Le mécanicien, ayant compris son erreur, fait machine arrière, la cage remonte. L'ingénieur Voisin et Charles Casteyes sont évanouis. Le bras du galibot, la tête de l'ingénieur ainsi que son pied dépassent de la cage. Or, tout ce qui en dépasse risque d'être sectionné ou broyé. Soudain, une secousse survient dans le puits, la tête de l'ingénieur revient dans la cage. Finalement, Voisin a eu le pied cassé et Charles Casteyes a eu le bras broyé. Par la suite, les gaz envahissent le puits no 2. Toute opération de sauvetage devient impossible.

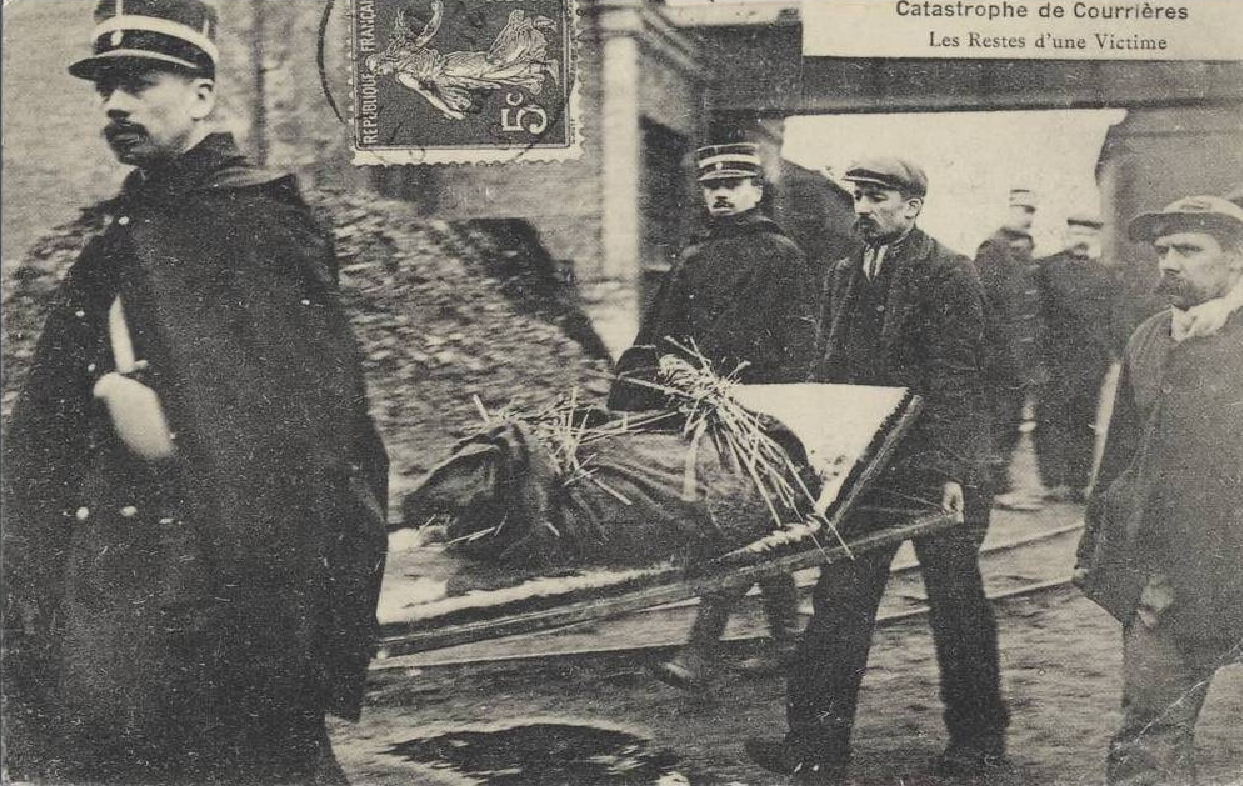
Les restes d'une victime.

Au puits no 4, la cage a été projetée à une dizaine de mètres de hauteur. Elle est retombée de travers par conséquent, elle est inutilisable en l'état, il va falloir la dégager des décombres. Ici, la violence du choc a fait voler en éclats tous les carreaux du bâtiment central. Georges Engelaêre, d'Avion, réparait au moment de la catastrophe l'armature métallique du chevalet. Il a été projeté sur l'escalier menant au moulinage. Il y gît, son crâne est fracturé. Des mineurs le transportent dans une pièce près du logement du concierge car il est encore en vie. L'ingénieur en chef Bar arrive à la fosse 4/11 peu après l'explosion. Il constate que la cage du fond est bloquée à 383 mètres de profondeur. Il descend immédiatement par les échelles du goyot sans prendre le temps d'enfiler ses habits de fosse. Il descend, accompagné de l'ingénieur principal de la fosse Domézon, son adjoint l'ingénieur Bousquet, le délégué mineur Dacheville, l'ancien chef-porion Lecomte et le chef-porion Douchy. Une fois au-dessus de la cage, ils la libèrent. À ce moment, apparaissent à l'orifice du puits no 11 trois mineurs : Joseph Mary, Louis Lévêque et Louis Martin. Quelques minutes après, c'est le porion-contrôleur Payen qui sort.
À neuf heures, quand la fumée est enfin dissipée dans le puits no 3, un porion et un ingénieur descendent par les échelles du goyot. Ils furent malheureusement bloqués à 70 mètres de profondeur car les échelles étaient tombées.
À la fosse no 4/11, la cage fut rapidement dégagée des décombres. Les sauveteurs purent descendre par les échelles et trouvèrent des rescapés à 331 mètres de profondeur. À la fosse no 2, les cages pouvaient fonctionner comme d'ordinaire. Dans le puits, rien ne laissait croire à une catastrophe. Les bowettes entre la fosse no 2 et la fosse no 3 étaient coupées. Certains ouvriers de la fosse no 3 purent malgré tout s'enfuir et remonter à la surface en passant par le puits no 2. Pendant ce temps, à la fosse no 10, la cage fonctionne comme d'habitude, les mineurs de la fosse sont remontés. À ce groupe s'ajoutent des mineurs de la fosse no 2.

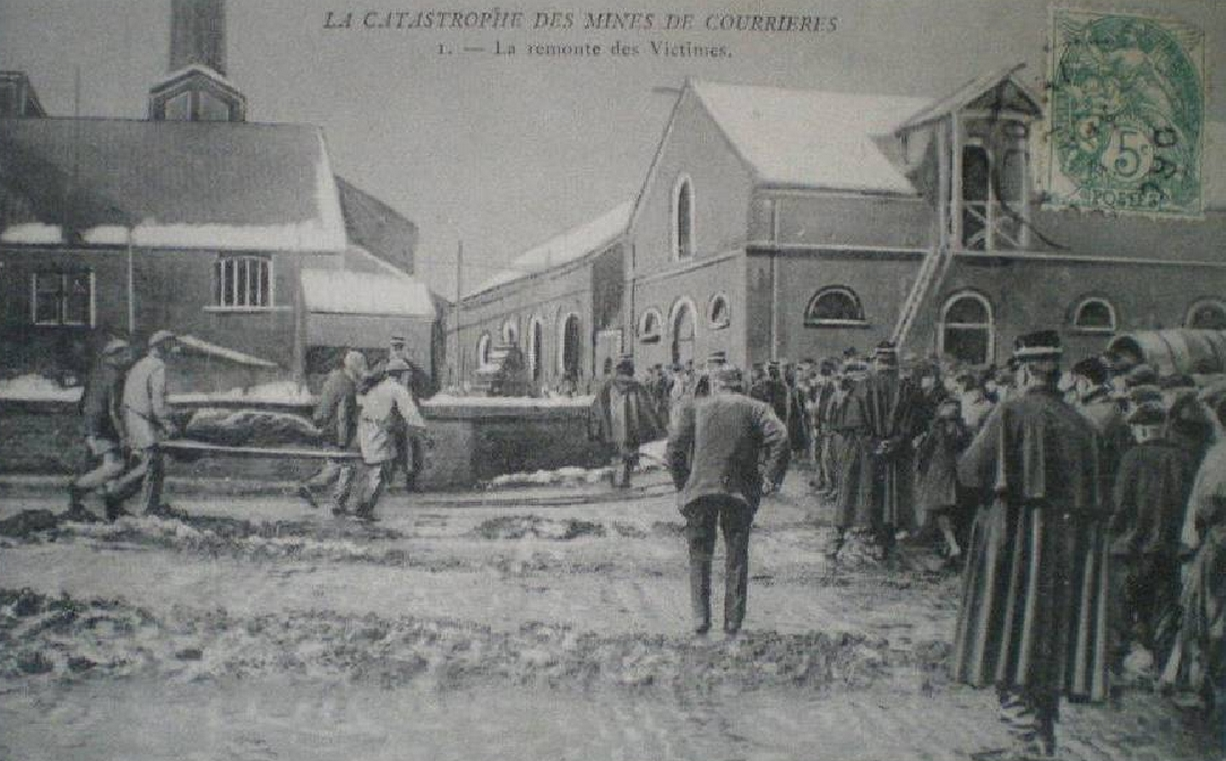
La remontée des victimes.

Dans les corons, la nouvelle se répand comme une traînée de poudre : une catastrophe a touché les fosses. Aussitôt, les épouses, les mères, les grands-parents et les enfants se précipitent vers les puits sinistrés. Devant les installations de surface, les grilles sont fermées. Certaines ont encore plusieurs membres de leur famille dans les galeries. Devant l'afflux de personnes, des gendarmes sont appelés en renfort.
Les avenues de fosses et les rues des cités sont envahies par des milliers de personnes. Tous sont à la recherche de parents ou d'amis. Des nouvelles partielles parviennent à la préfecture d'Arras et au journal Le Réveil du Nord. La préfecture apprend qu'une importante catastrophe aurait touché la fosse 4/11 de Sallaumines, au journal, une épouvantable catastrophe aurait eu lieu à Billy-Montigny. La réalité apparaît bien vite : un coup de grisou a touché les fosses no 2, 3 et 4/11 des mines de Courrières. 1 800 mineurs y étaient descendus au matin.
Dès l'annonce de la catastrophe, Monsieur Tournay, maire de Billy-Montigny, accourt à la fosse no 2. La foule est maintenue à distance par les gendarmes locaux aidés par quelques agents d'Hénin-Liétard. Les docteurs Minet et Boulogne amputent sur place le galibot Charles Casteye. Ce dernier est ensuite emmené à l'hôpital. Pour réanimer les asphyxiés, des médecins des compagnies voisines arrivent. D'autres médecins arrivent même de Lille, les docteurs Colle et Albert Debeyre, ainsi que des médecins militaires, des internes et des externes de l'hôpital Saint-Sauveur. 400 personnes environ travaillent à la fosse no 2. Pour l'instant, seulement une dizaine de blessés a été remontée. Parmi eux, on compte le porion Fossez, Louis Briou père et fils, Émile Bouillez père et fils, l'ingénieur Peger et le chef-porion Lecerf. Une question commence à se poser : que sont devenus les autres mineurs ? On sait déjà que 200 mineurs, voire plus, seraient remontés par le puits no 10. Il devrait alors en rester autant au fond. Il est toutefois encore impossible de descendre étant donné que les gaz ne se sont pas suffisamment dissipés.
Simon, plus connu sous le nom de Ricq, est délégué mineur à la fosse no 3. Il était chez lui à Méricourt-Village lorsqu'il a entendu le bruit sourd de la déflagration. Il ne doute pas un instant. Un accident a eu lieu à cause du feu qui couvait dans la veine Cécile. Il enfile ses habits de fosse et accourt au carreau de fosse. Un ventilateur se remet à fonctionner. Le mauvais air est expulsé.
Pour descendre, on attacha un cuffat (grand tonneau) à la place de la cage du puits de la fosse no 3 : quatre hommes s'y installèrent et on les descendit. La descente s'arrêta à 50 mètres de profondeur étant donné que le puits était envahi de débris. Ces débris furent évacués pendant toute la journée afin de libérer le passage. Quatorze hommes seulement sont remontés. Il en reste 459 au fond. À la fosse no 4, le docteur Lecat constate le décès de Georges Engelaere, le mineur qui réparait le chevalet au moment de la déflagration. Il s'agit de la première victime officielle.
Sur le carreau de la fosse no 3, le directeur de la Compagnie Lavaurs s'entretient avec le directeur des mines de Lens Reumaux, le directeur des mines de Dourges Robiaud, le directeur des mines de Meurchin Tacquet (qui avait été ingénieur à la fosse no 3) ainsi que des ingénieurs des compagnies voisines. Sur le site, on peut apercevoir des médecins ainsi qu'une cinquantaine de gendarmes. Bar et Lecomte sortent du puits et vont voir le directeur Lavaurs. Ce qu'ils ont vu ressemble à un champ de bataille de 1870. Toutes les bowettes sont effondrées à 20 mètres de l'accrochage.
Un grand nombre d'ambulances, des voitures tirées par des chevaux arrivent sur les carreaux des fosses no 2, 3 et 4/11. Elles sont chargées de ballons d'oxygène, de gouttières, de médicaments, de matelas et de paquets d'ouate. Des salles ont été transformées en infirmeries, des baquets ont été remplis d'acide picrique. Des boissons chaudes ont été préparées par des femmes. L'explosion a eu lieu il y a trois heures. Seuls quelques hommes sont remontés. La foule prend peu à peu conscience de l'ampleur de la catastrophe à la vue de l'organisation des secours.
Les efforts ont été concentrés au puits no 4. Dirigé par l'ingénieur Dinoire, le mécanicien d'extraction parvient à rétablir le libre jeu de la cage. Vers 10 heures commence à courir un bruit. Le porion-contrôleur Payen aurait réussi à ramener à l'étage d'exploitation 300 une cinquantaine de mineurs qui travaillaient dans un quartier du no 11. Parmi la foule aux abords de la fosse de Sallaumines, l'espoir de chaque personne est de retrouver un être cher. La cage remonte au jour. En trois voyages, 44 mineurs sont sauvés. Dans le lot, un des mineurs est gravement brûlé. Ses vêtements sont en lambeaux et son corps est presque nu. Il est immédiatement transporté à l'infirmerie où son corps est enveloppé de bandes de gaze jaunies d'acide picrique. La foule commence à s'agiter, les personnes présentes veulent à tout prix savoir qui sont les mineurs remontés. Au loin, tous les mineurs se ressemblent. Lorsqu'ils sortent du carreau de la fosse, ils sont tout de suite emmenés par les membres de leur famille chez eux.
C'est vers 10 h 30 qu'arrivent d'Arras le préfet du Pas-de-Calais Duréault, l'ingénieur en chef du contrôle des mines Léon. Viennent ensuite des membres du parquet de Béthune. Le préfet interroge le chef-porion Douchy qui venait juste de remonter. Ce dernier vient de voir une douzaine de cadavres près de la recette (près du puits). À une vingtaine de mètres, les galeries sont éboulées, les bois tombés et les portes arrachées. Des coups sur des tuyaux ont été entendus par un autre sauveteur. Il reste donc des survivants dans les galeries. Hélas, en l'état actuel des choses, il est impossible d'aller les sauver : les sauveteurs s'évanouissent à cause des gaz qui envahissent les galeries, et la cage ne peut plus descendre en dessous de 300 mètres de profondeur car ses guides tordus la bloquent.
Sous la direction de l'ingénieur en chef Léon, les ingénieurs de l'État prennent en main les opérations de sauvetage conformément au règlement. Il reste à la fosse no 4/11 et envoie Leprince-Ringuet à la fosse no 3 et Heurteau au 10. Il est impossible de coordonner le sauvetage car la plupart des ingénieurs sont déjà occupés dans leurs puits respectifs et les galeries pour tenter de sauver les survivants.
Par la suite, la fosse no 10 devient le centre des secours étant donné que l'on peut accéder par les galeries aux puits no 2 et 3. C'est également dans cette fosse que l'équipe médicale venue de Lille opère. Les premiers cadavres commencent à être remontés. Deux cadavres couverts d'un linceul gisent sur deux lits de camps dans le bureau du chef de carreau. Les galeries accessibles sont sillonnées par des équipes de secours. Le maire de Billy-Montigny est interrogé alors qu'il allait rentrer chez lui. Il prévoit la mort de 1 200 mineurs et reste étonné qu'un coup de grisou ait ravagé trois fosses.
Pour accéder aux différents étages d'extraction de la fosse no 3, il faut tout d'abord déboucher le puits. Ingénieurs, mineurs et porions s'occupent à retirer le fatras de ferrailles tordues et de planches cassées. Certains scient les fers, d'autres cassent à la hache les planches. Le tout est remonté par le cuffat. Le déblaiement effectué, l'opération recommence quelques mètres en dessous. Vers 15 heures, la profondeur atteinte est de 55 mètres. En fin de journée, les mineurs ont atteint 170 mètres. Impossible d'aller plus loin, les débris forment un amas inextricable. Diverses solutions sont proposées. Le directeur des mines de Lens propose d'utiliser de la dynamite. D'autres proposent de laisser tomber un bloc de fonte dans le puits pour y précipiter au fond les débris. Petitjean n'est pas pour l'utilisation de la dynamite. Quant à Bar, il craint que le bloc dévie de sa chute et aille cogner contre les parois du cuvelage et que ces dernières ne cèdent. Ces nouveaux éboulements risqueraient de réduire la section d'aérage. De plus, il faudrait encore pouvoir avertir les éventuels rescapés de s'éloigner du puits au moment de la chute. L'ingénieur Léon décida de surseoir la décision. Toutefois, tout est prêt dans l'éventualité où un choix serait nécessaire.
À la fosse no 4/11, les ventilateurs marchent à fond. L'air devient plus respirable dans le puits, toutefois, il reste impossible pour la cage de descendre au-delà de 300 mètres. L'idéal serait de remplacer la cage par une autre, plus petite, mais cette opération prendrait plus d'une heure. Ce délai est trop long, des hommes meurent au fond. À cette heure, un bilan est dressé pour cette fosse : 852 descentes ont été enregistrées au matin. 47 hommes ont déjà été sauvés, et 125 mineurs furent miraculés. L'ingénieur avait fait remonter 125 personnes étant donné qu'ils n'avaient pas pu arriver à leurs tailles d'exploitation proches de l'incendie, quelques minutes avant la catastrophe. 680 mineurs manquent donc à l'appel. Des mineurs descendent sous la cage afin de scier les guides. Après une heure d'efforts, la cage peut passer. Un spectacle de désolation attend l'équipe de sauvetage lorsqu'elle atteint le dernier accrochage : des blessés souffrent atrocement au milieu des cadavres déchiquetés. Pendant que certains sauveteurs font remonter au jour les blessés, d'autres explorent les bowettes. Les galeries sont remplies de mauvais air, d'éboulements et de cadavres.
Certains sauveteurs commencent à se sentir asphyxiés. Près de l'accrochage, Dinoire et Lafitte tombent. Quatorze cadavres sont remontés sur le carreau. La foule est anxieuse. Des ambulances arrivent. Des blessés ont donc été remontés mais ils sont dans un sale état. Ils sont presque nus, leur peau se détache par lambeaux. L'un d'eux est même scalpé. Ils sont transportés à la lampisterie sur des civières. Ils sont pansés. Ils sont ensuite mis dans les ambulances. La grille s'ouvre, la foule arrête l'ambulance, des hommes montent à bord pour demander au blessé son nom. Ce nom est ensuite crié à la foule. On a ainsi Pierre Devos de Sallaumines, son bras droit est arraché. Viennent ensuite trois grands brûlés : Eugène Choisy, cabaretier à Pont de Sallaumines, Gaspard Guilleman, de Méricourt-Village et Jean-Baptiste Lemal, de Méricourt-Corons. Certains blessés, aidés de leurs camarades, rentrent à pied dans leur coron. Les familles des mineurs veulent avoir des nouvelles des leurs.
Les sauveteurs se reposent un peu sur le carreau. Ils pensent avoir entendu des appels mais l'air demeure irrespirable au fond. Un journaliste demande s'il reste encore des blessés. Un sauveteur lui répond que c'est fini. Tous les survivants ont été remontés, il ne reste plus que des morts. L'ingénieur Dinoire confirme.
À 14 et 19 heures, les sauveteurs réussirent à entendre des appels provenant du fond du puits.
À 22 heures, une équipe d'ingénieurs des Mines de l'État arrive. Elle prend désormais en main la conduite des opérations de sauvetage. Estimant que les conditions minimales de sécurité ne sont pas remplies, ils ordonnent l'arrêt immédiat d'une descente plus profonde avant que ne soit consolidé le puits no 3. Les sauveteurs étaient pourtant parvenus à 160 mètres de profondeur.
Le 11 mars, à 22 heures, la profondeur de 180 mètres est atteinte. On donna l'ordre de stopper définitivement les travaux de sauvetage. Un bilan du sauvetage des fosses no 2 et 4 est dressé : après deux jours et deux nuits d'efforts, on ramena 25 survivants et 43 cadavres. Quelques sauveteurs disparurent pendant ce sauvetage.

### Le sauvetage des installations avant celui des mineurs

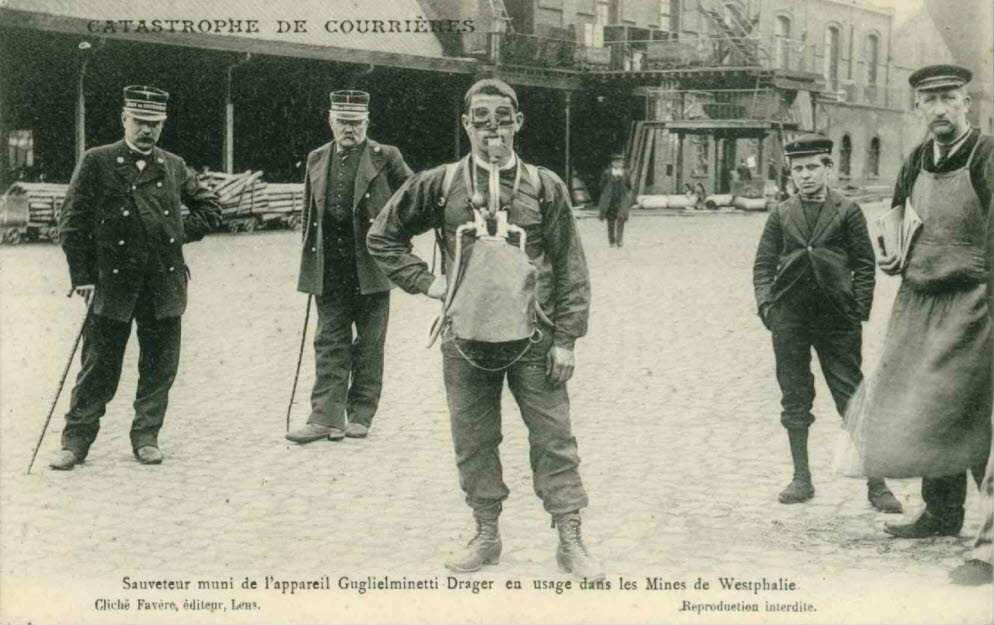
L'appareil Guglielminetti-Drager.

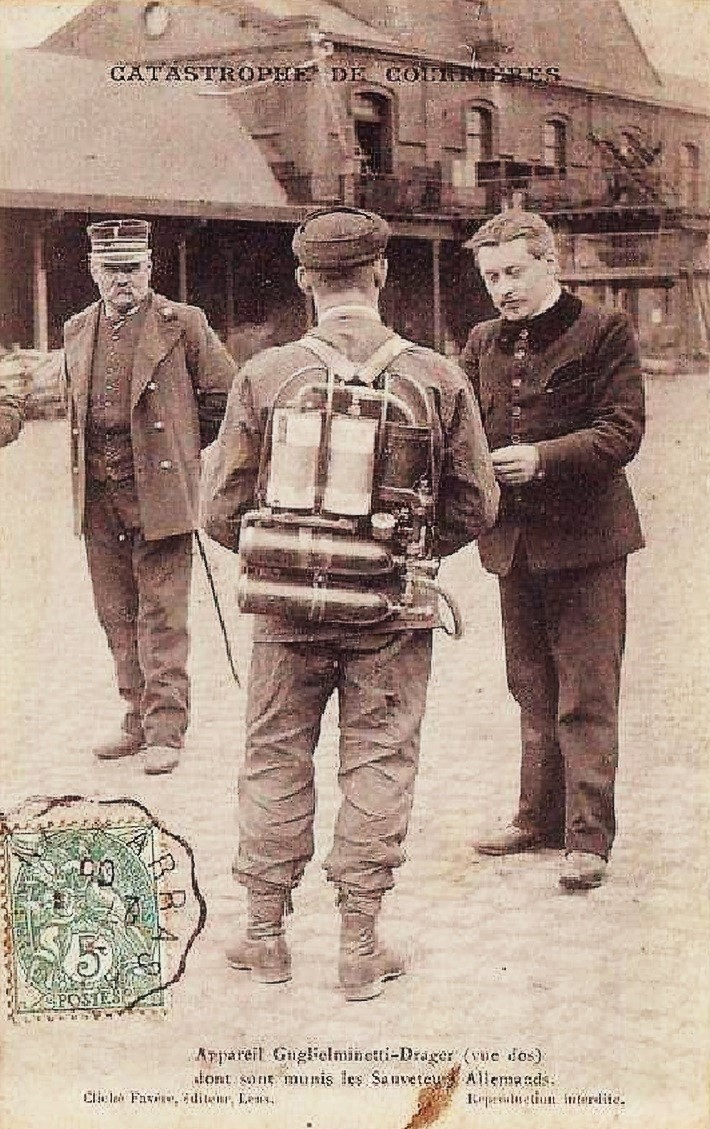
L'appareil Guglielminetti-Drager.

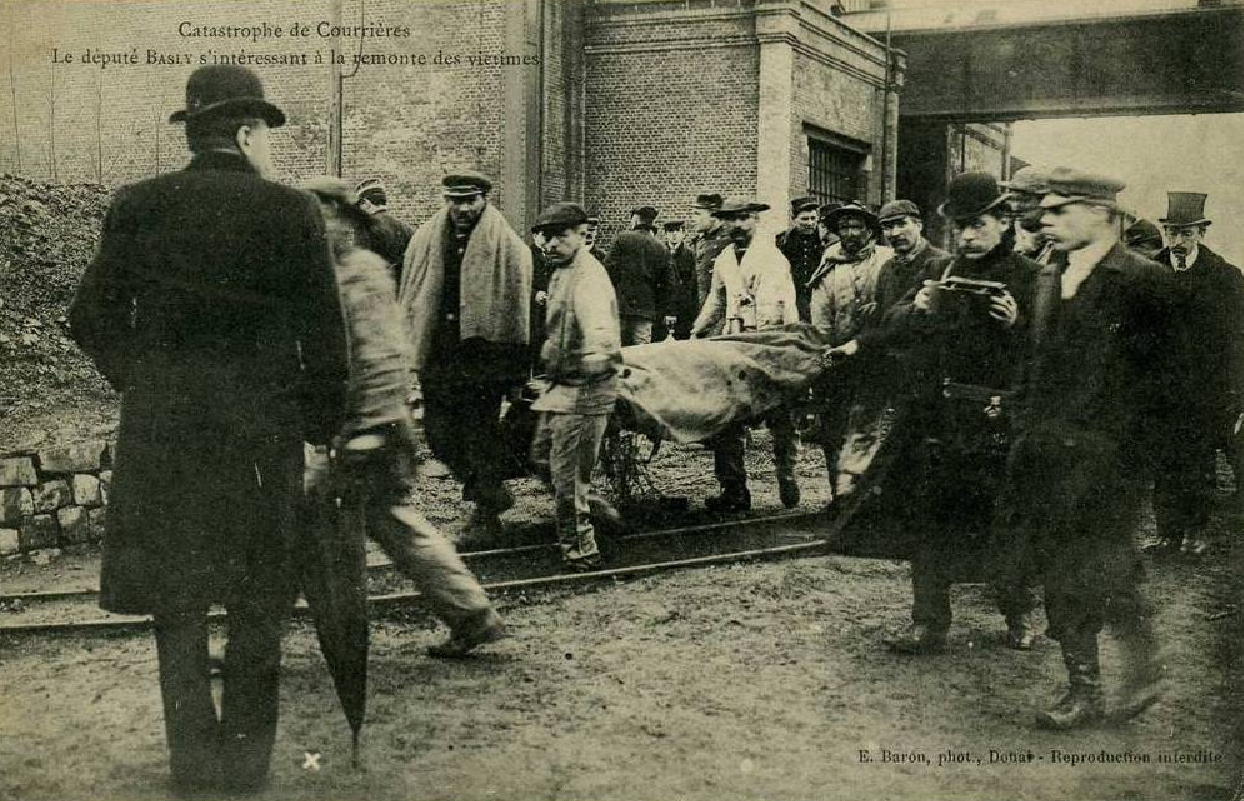
Le député Basly s'intéressant à la remontée des victimes.

Dans la journée du 11 mars, l'ingénieur en chef a voulu réunir une table ronde et interroger les survivants. Le but était de faire un point précis sur la situation. En revanche, les ingénieurs et les mineurs ne voulaient pas perdre de temps en bavardages pendant que leurs camarades mouraient au fond. Cette opposition eut sa part de responsabilité dans l'ampleur des pertes humaines car les ingénieurs envoyés par l'État, piqués dans leur orgueil, adoptèrent des mesures qui furent parfois aberrantes. Ils considéraient qu'il n'était pas possible de désobstruer le puits no 3, dont le cuvelage et les installations étaient fortement abîmés à la profondeur de 160 mètres. De plus, toutes les recherches qui avaient été menées à partir des puits no 2 et 4 démontrant qu'il ne restait aucun survivant dans les quartiers du no 3, les ingénieurs de l'État décidèrent de fermer le puits no 3, d'actionner les ventilateurs afin de le transformer en puits de sortie d'air. La polémique vient du fait que le grand nombre de victimes soit dû en grande partie à l'obstination de la compagnie minière à poursuivre l'exploitation dans les autres puits alors qu'au fond un incendie n'avait pas encore été complètement maîtrisé et que des fumées et gaz toxiques remplissaient encore les galeries. Mais il y aurait aussi eu probablement moins de morts si les recherches n'avaient pas été arrêtées dès le troisième jour et si une partie de la mine n'avait pas été murée, sur ordre de l'ingénieur général Delafond, pour étouffer l'incendie et préserver le gisement.
La gestion de la crise par la compagnie minière fut largement critiquée. On accusa l'entreprise d'avoir fait passer la sécurité des mineurs après la protection des infrastructures, en particulier en prenant la décision de murer les galeries et d'inverser l'aérage pour extraire la fumée et étouffer l'incendie au lieu de faciliter le travail des sauveteurs en leur envoyant de l'air frais. De plus, les trois premiers jours, les corps extraits de la mine ne furent pas présentés aux familles pour identification. Quand celle-ci devint possible, elle ne fut ouverte qu’un seul jour : les familles durent ainsi passer en une journée devant les mille corps pour identifier leurs proches. Aucun responsable de la mine, ni aucun fonctionnaire ne donna non plus d’informations aux familles. Enfin, les veuves furent obligées de quitter les corons (les logements de fonction des mineurs).
Le 12 mars, à une heure du matin, le plan est mis en œuvre, les orifices du puits sont fermés et les ventilateurs du puits no 3 sont redémarrés pour en faire sortir l'air. À l'inverse, les ventilateurs sont stoppés sur les puits no 2 et 4. Ils deviennent ainsi des entrées d'air. Le puits no 4 est fermé.
À 9 heures, une équipe de 25 mineurs allemands volontaires (des mines de charbon « Zeche Shamrock (de) » à Herne, et « Zeche Rheinelbe (de) » à Gelsenkirchen, de la société minière Hibernia), arrive pour aider les secours. Elle est emmenée à son initiative par le contremaître des mines Konrad Engel (de), directeur général de l'association pour les intérêts miniers dans le district de Dortmund (de). Contrairement aux Français, ils sont équipés de masques à oxygène. Mais lorsqu'ils arrivent, les recherches ont déjà été abandonnées. De plus, en raison de la crise de Tanger qui oppose les deux pays, ils sont accueillis avec hostilité. Ils parviennent toutefois à avancer, grâce à leurs masques, dans les galeries, ramenant de nombreux corps.
L'engagement des mineurs allemands a été salué par le responsable socialiste français Jean Jaurès, entre autres, et a reçu une attention mondiale, car les relations entre la IIIe République française et le Reich allemand sont alors très tendues, en ces quelques années avant le déclenchement de la Première Guerre mondiale.
Les obsèques se déroulent le lendemain sous une tempête de neige. Un grand nombre de corps, sérieusement brûlés, ne purent être identifiés. Ils furent ensevelis dans une fosse commune (appelée le « silo »), afin d'éviter toute épidémie. La cérémonie se déroula à la va-vite, provoquant colère et amertume. Hués, l'ingénieur-en-chef et le directeur de la compagnie durent quitter le cimetière.

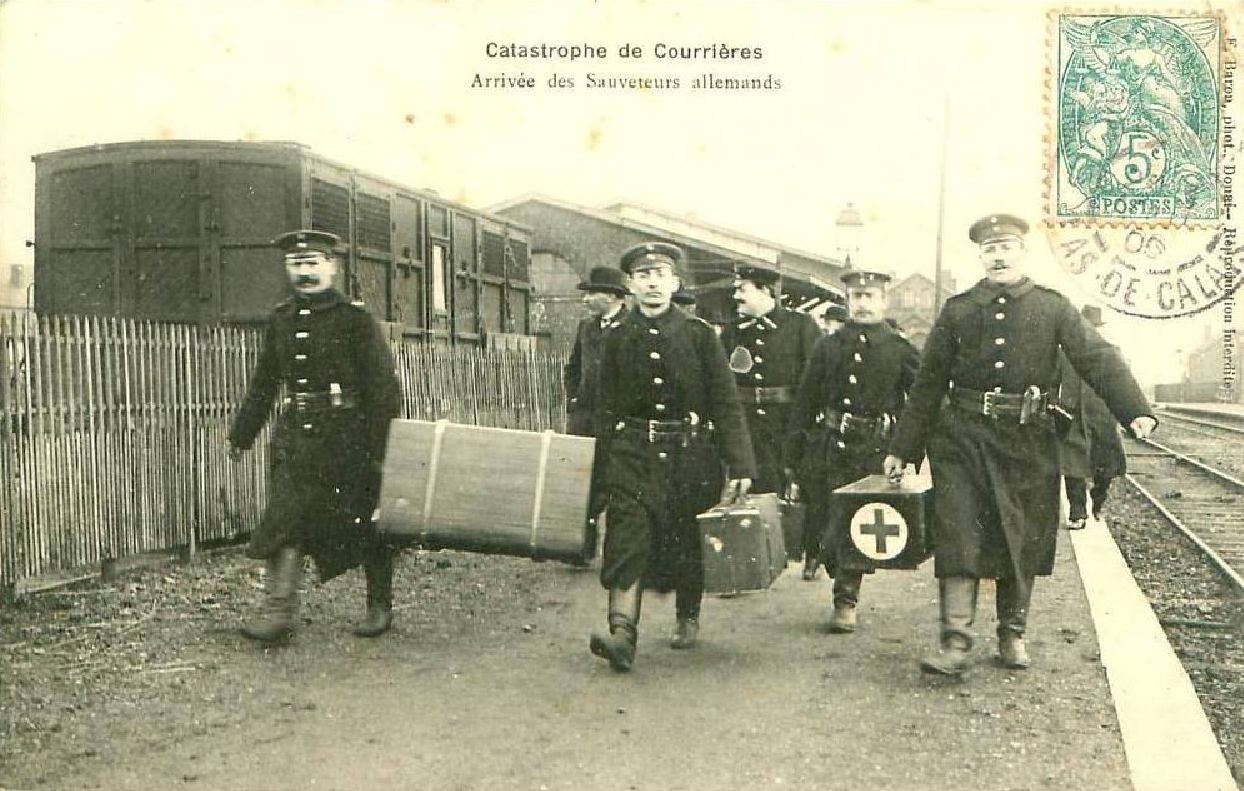
Arrivée des sauveteurs allemands.
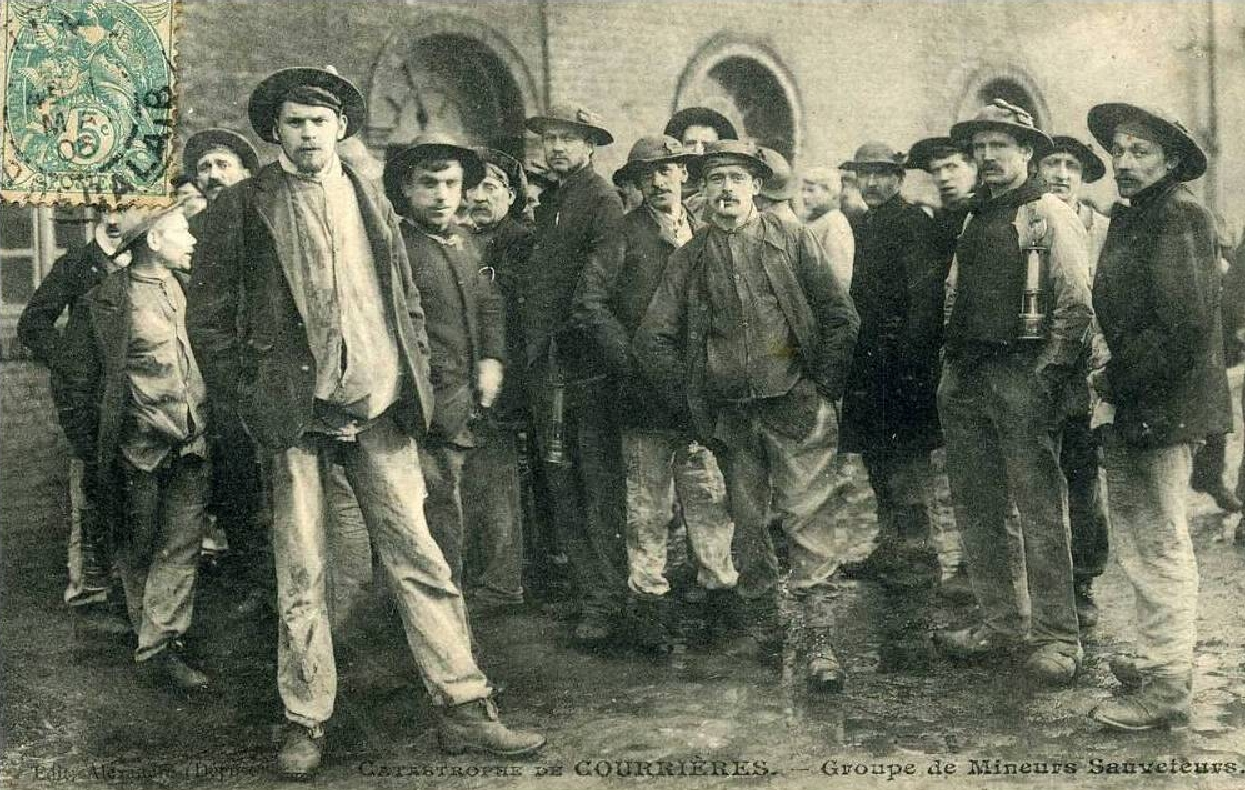
Groupe de mineurs sauveteurs.
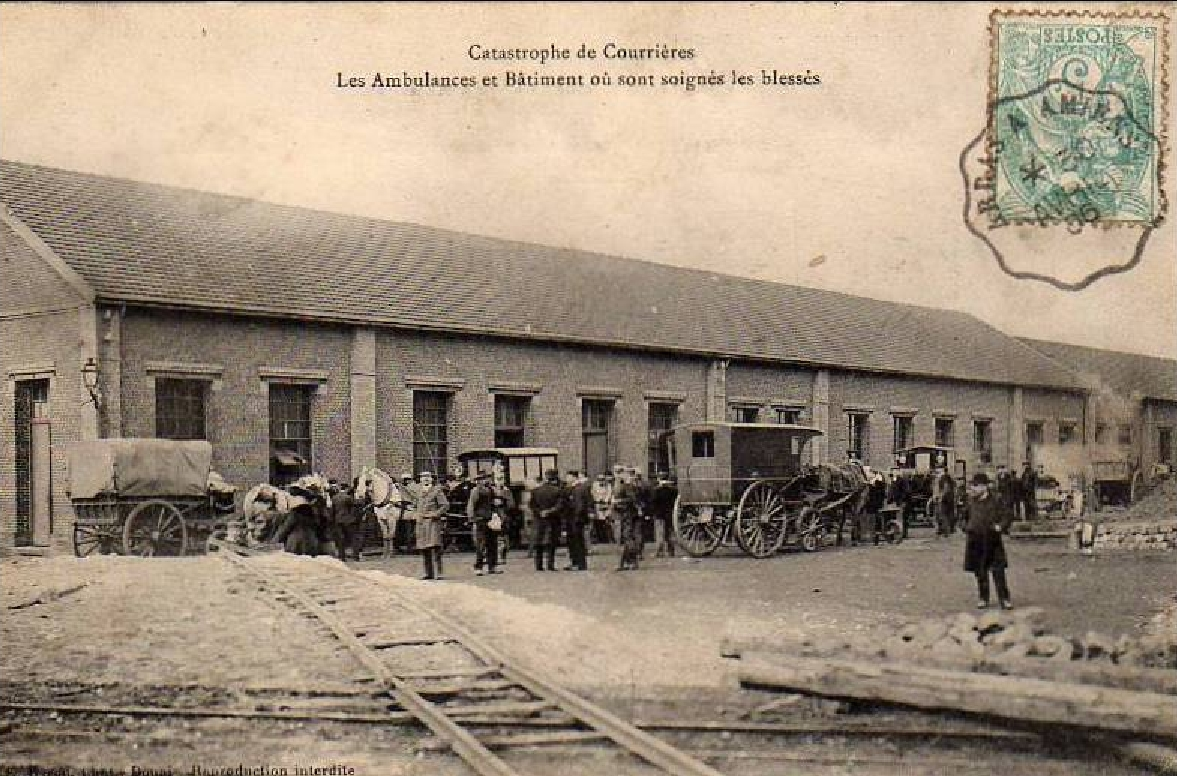
Les ambulances et le bâtiment où sont soignés les blessés.
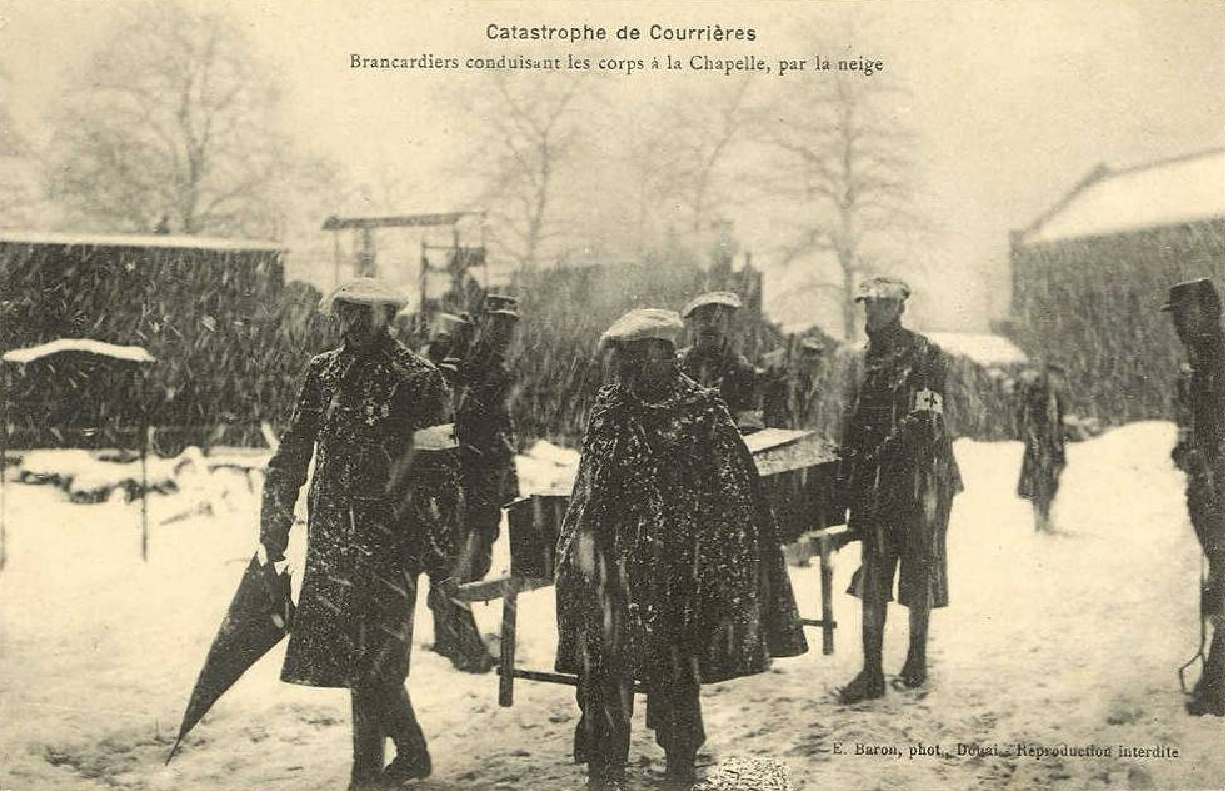
Brancardiers conduisant les corps à la Chapelle.
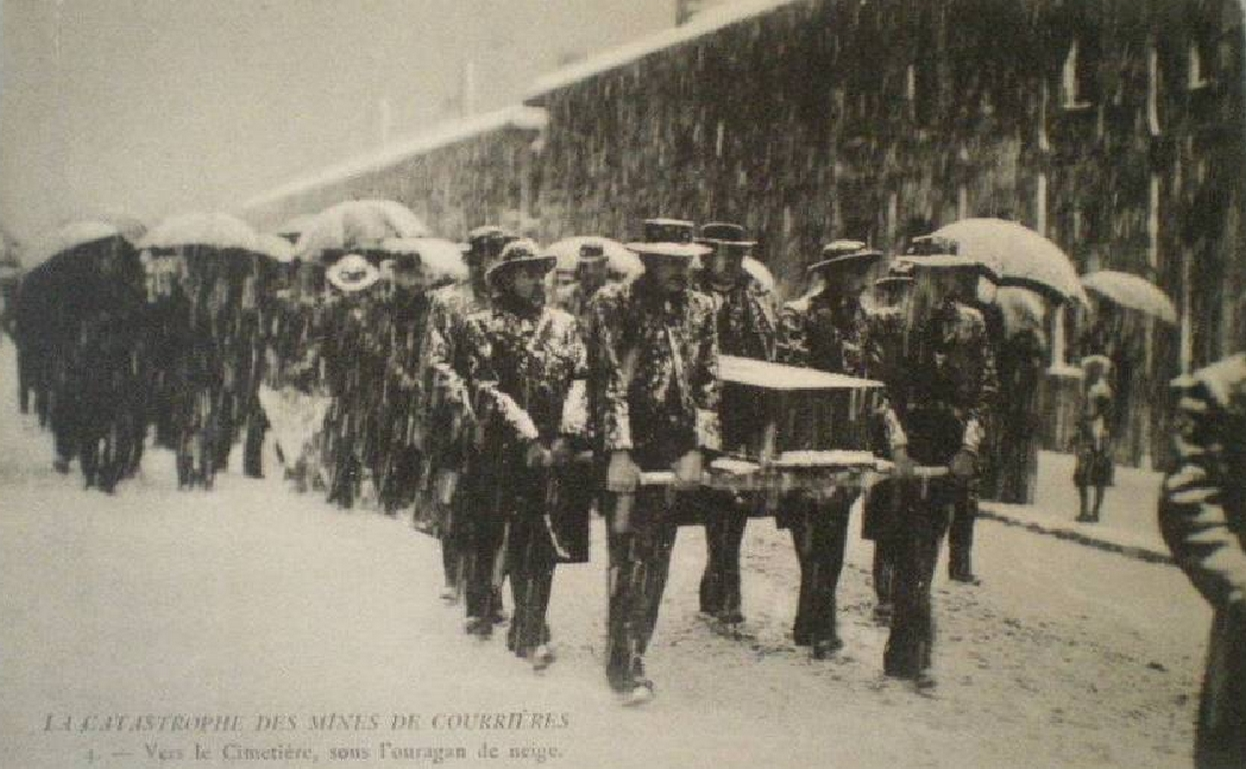
Vers le cimetière, sous l'ouragan de neige.
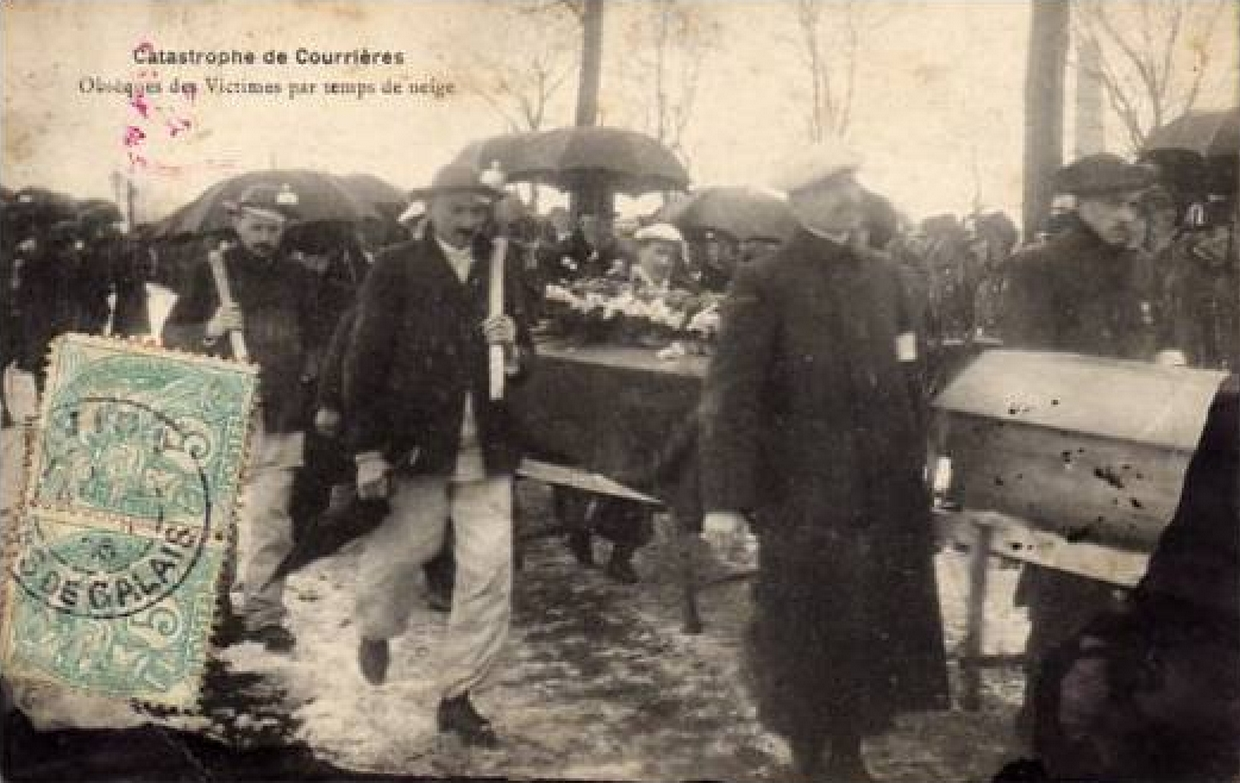
Obsèques des victimes par temps de neige.
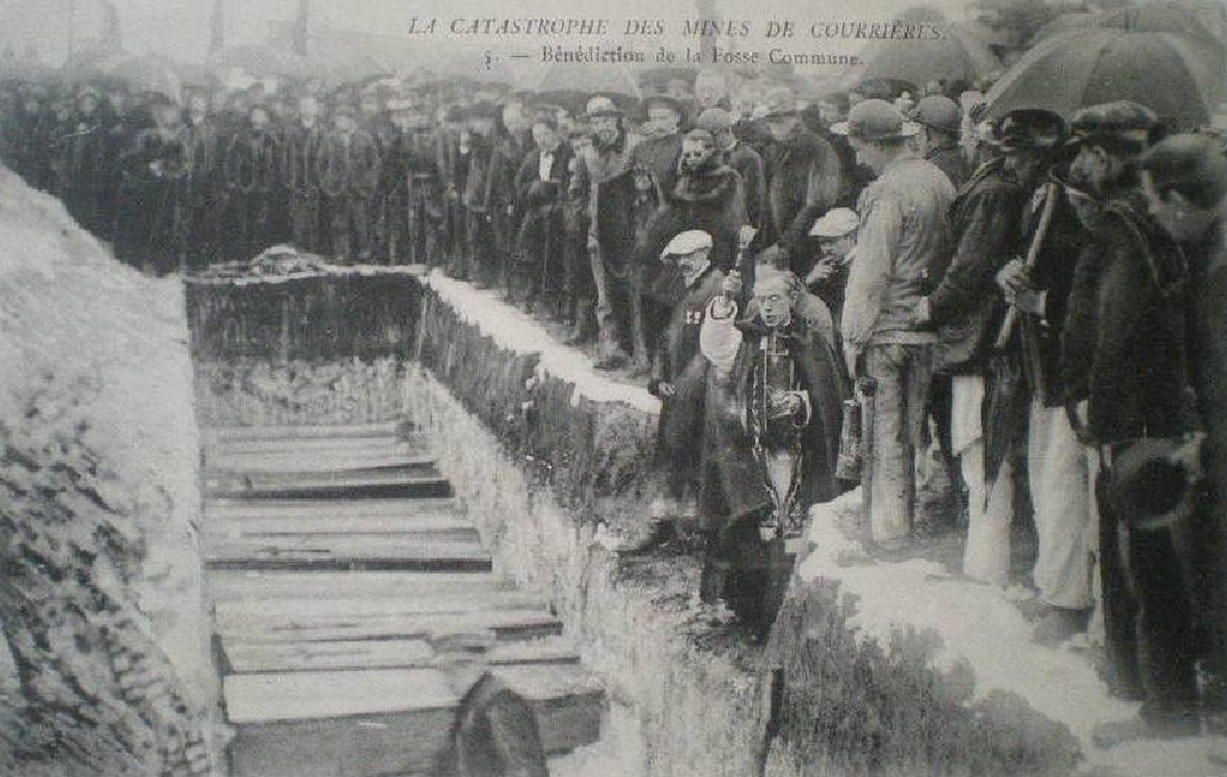
Bénédiction de la fosse commune.

### La colère monte

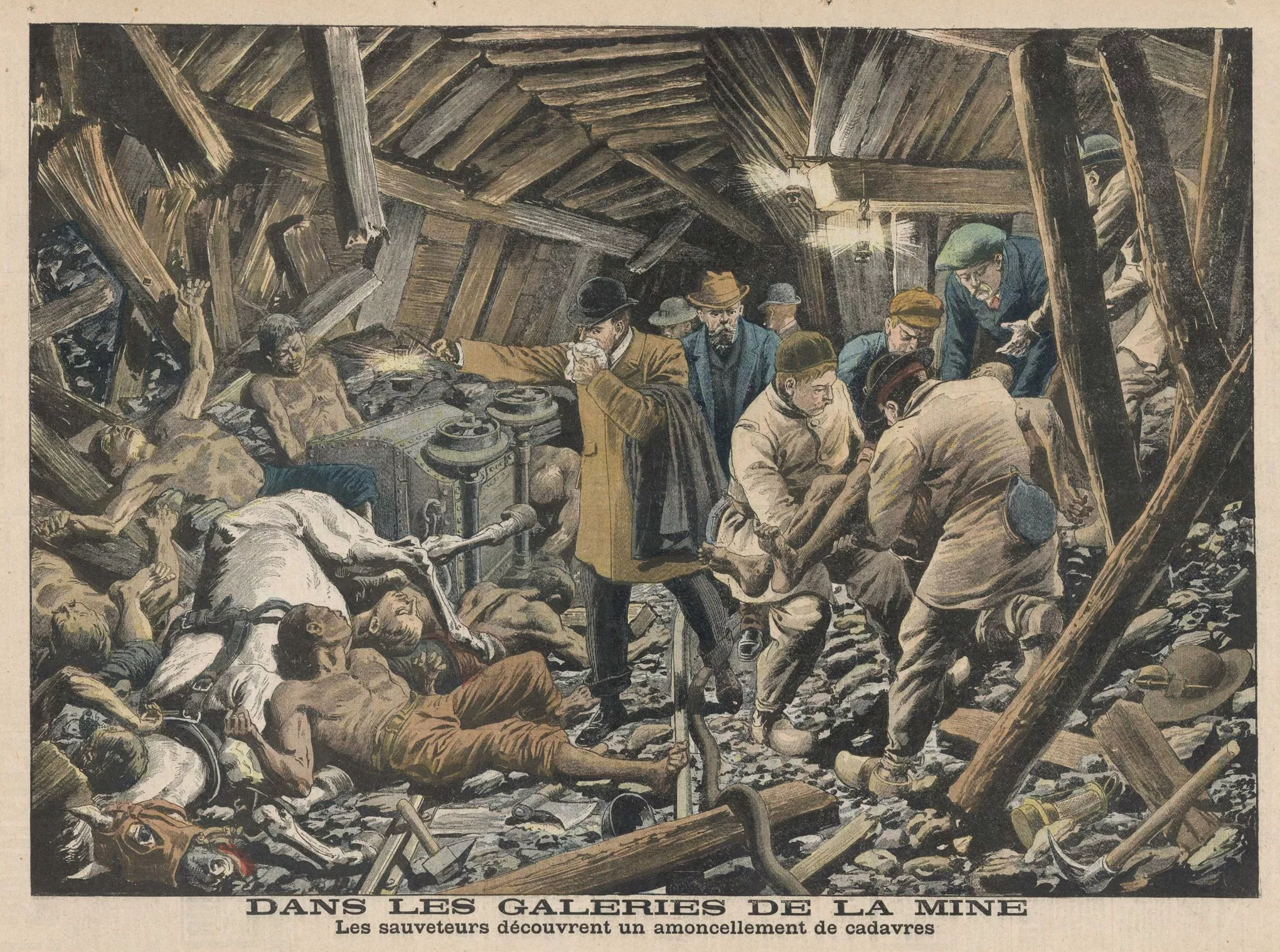
Les sauveteurs découvrent un amoncellement de cadavres.

Le 14 mars, un nouveau bilan est établi : on dénombre 429 morts à la fosse no 3, 506 morts à la fosse no 4 et 162 morts à la fosse no 2.
Le 15 mars, les sauveteurs doivent se décider à stopper les recherches à cause d'un incendie qui s'est déclenché dans les galeries. Ils ne trouvèrent que des cadavres ce jour-là. D'autre part, seize sauveteurs, qui interviennent dans des conditions de sécurité et d'hygiène précaires, sont déjà morts.
La colère puis la révolte montent dans le bassin minier. Les mineurs se mettent en grève pour exiger de meilleures conditions de travail. 40 000 ouvriers sont dénombrés dans ce mouvement à la fin du mois de mars. La visite effectuée par le ministre de l'Intérieur Georges Clemenceau et l'arrivée de 20 000 militaires n'ont pas réussi à calmer la situation, bien au contraire.
On commence à se demander si les ingénieurs de l'État n'avaient pas fait une erreur en considérant qu'il n'y avait plus de survivants au fond seulement trois jours après la catastrophe. D'autres rescapés auraient peut-être pu être retrouvés. Jean Jaurès, dans L'Humanité, va jusqu'à poser cette question : « Et serait-il vrai que, par une funeste erreur, ceux qui dirigeaient les sauvetages, croyant qu'il n'y avait plus en effet d'existence humaine à sauver, se sont préoccupés plus de la mine que des hommes ? »

### Un miracle, 20 jours après la catastrophe

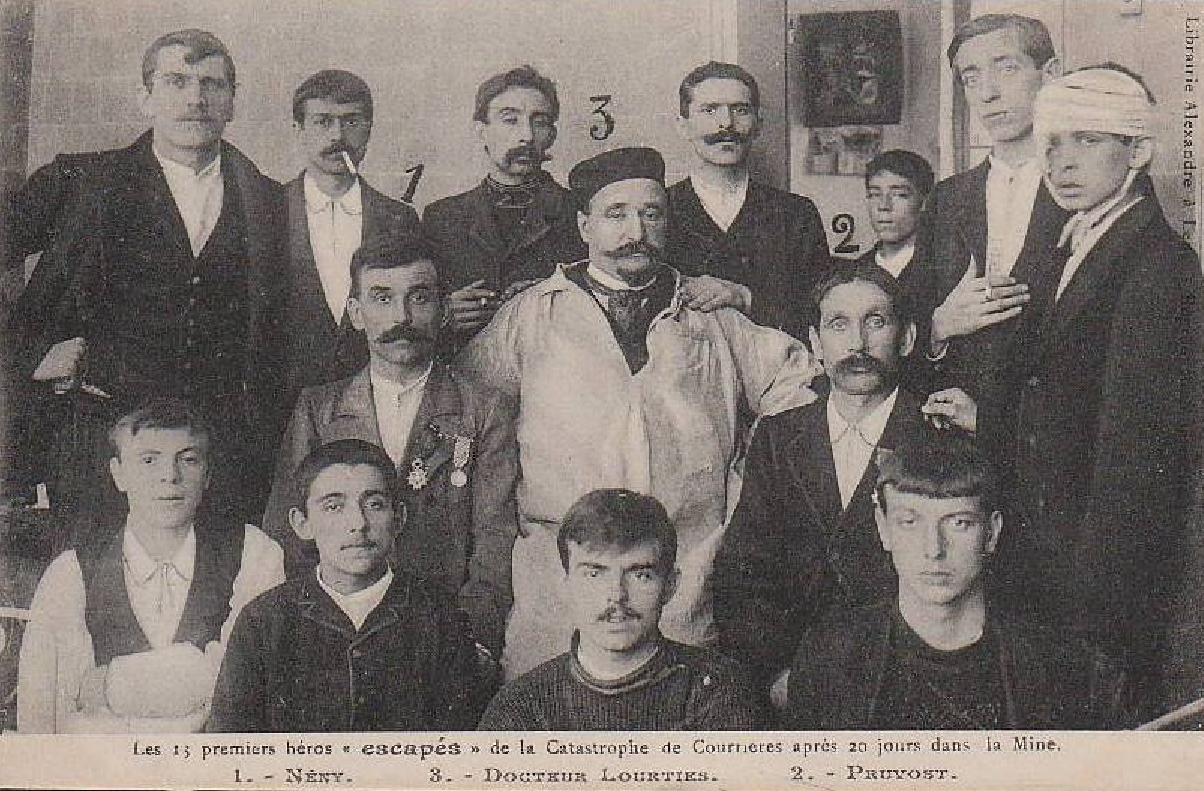
Les treize rescapés.

Le 30 mars, soit vingt jours après l'explosion, treize rescapés réussissent à retrouver le puits par leurs propres moyens après avoir erré dans le noir total sur des kilomètres. Ils sont aperçus par un ouvrier sauveteur à proximité de l'accrochage dans le puits no 2. Une équipe descend et trouve 13 hommes faisant des gestes désespérés dans l'obscurité. Les mineurs racontent avoir mangé le peu qu'ils trouvaient, y compris de l'avoine et un cheval qu'ils ont abattu à coups de pic.
Les treize rescapés sont Léon Boursier (19 ans), Louis Castel (22 ans), Honoré Couplet (20 ans), César Danglot (27 ans), Albert Dubois (17 ans), Élie Lefebvre (38 ans), Victor Martin (14 ans), Henri Nény (39 ans), Romain Noiret (33 ans), Charles Pruvost (40 ans) et son fils Anselme Pruvost (15 ans), Léon Vanoudenhove (18 ans) et Henri Wattiez (27 ans),.

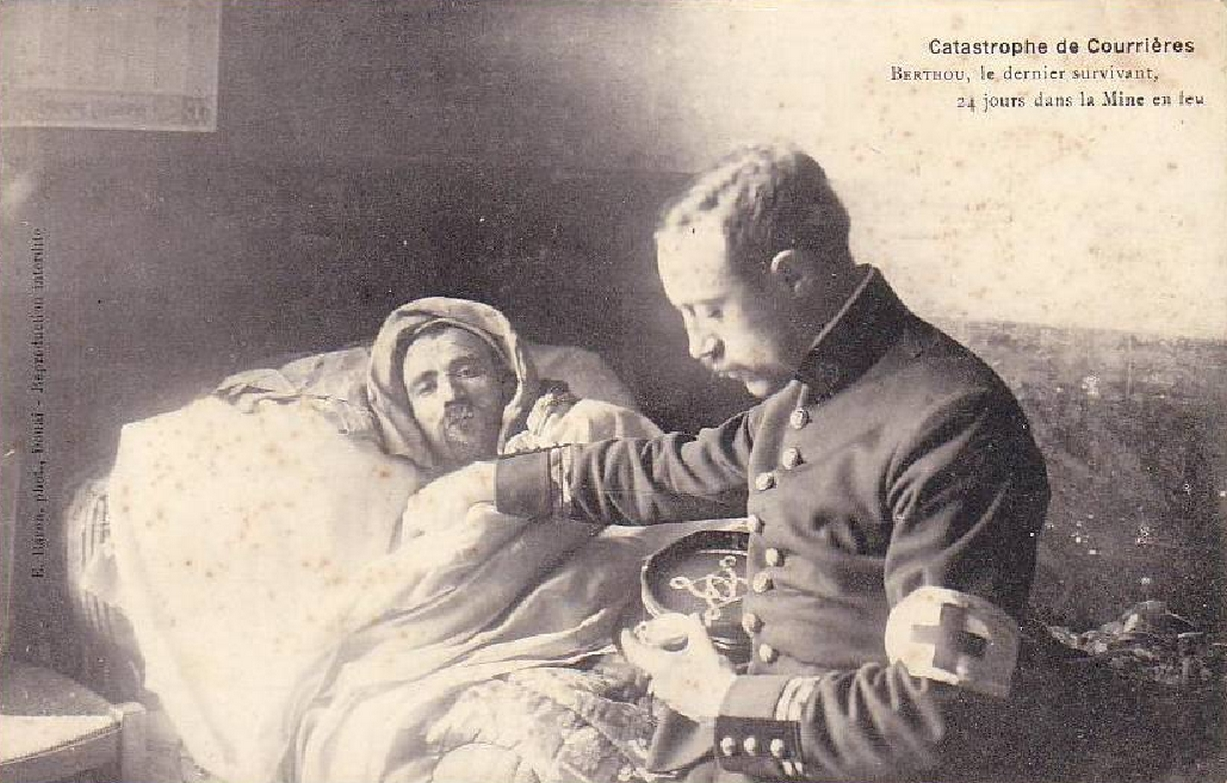
Auguste Berthon, le dernier survivant.

Honoré Couplet, dernier survivant des treize rescapés, mourra en 1977 à l'âge de 91 ans. Deux des rescapés continuèrent à travailler à la mine durant plus de quatre décennies.

### L'impensable, 24 jours après la catastrophe
Un quatorzième survivant, Auguste Berthon, mineur à la fosse no 4 de Sallaumines, fut retrouvé le 4 avril, grâce aux secouristes allemands qui avaient apporté des appareils respiratoires, qui faisaient cruellement défaut aux compagnies minières locales. Il avait erré durant 24 jours à plus de 300 mètres de profondeur, dans le noir complet et les fumées toxiques. Il fut remonté par le puits no 4.

## Après la catastrophe

### Répercussions politiques et sociales

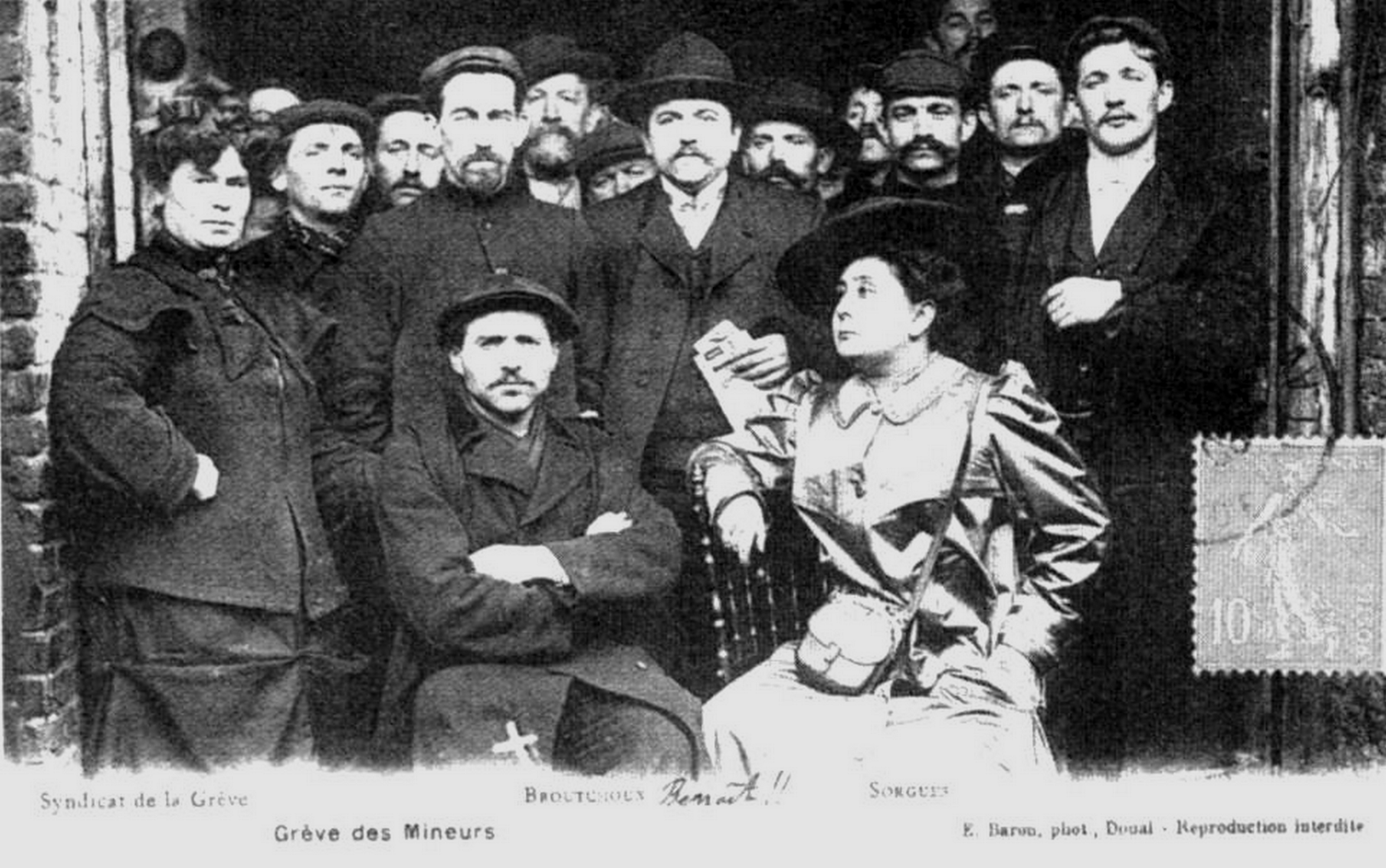
La grève des mineurs.

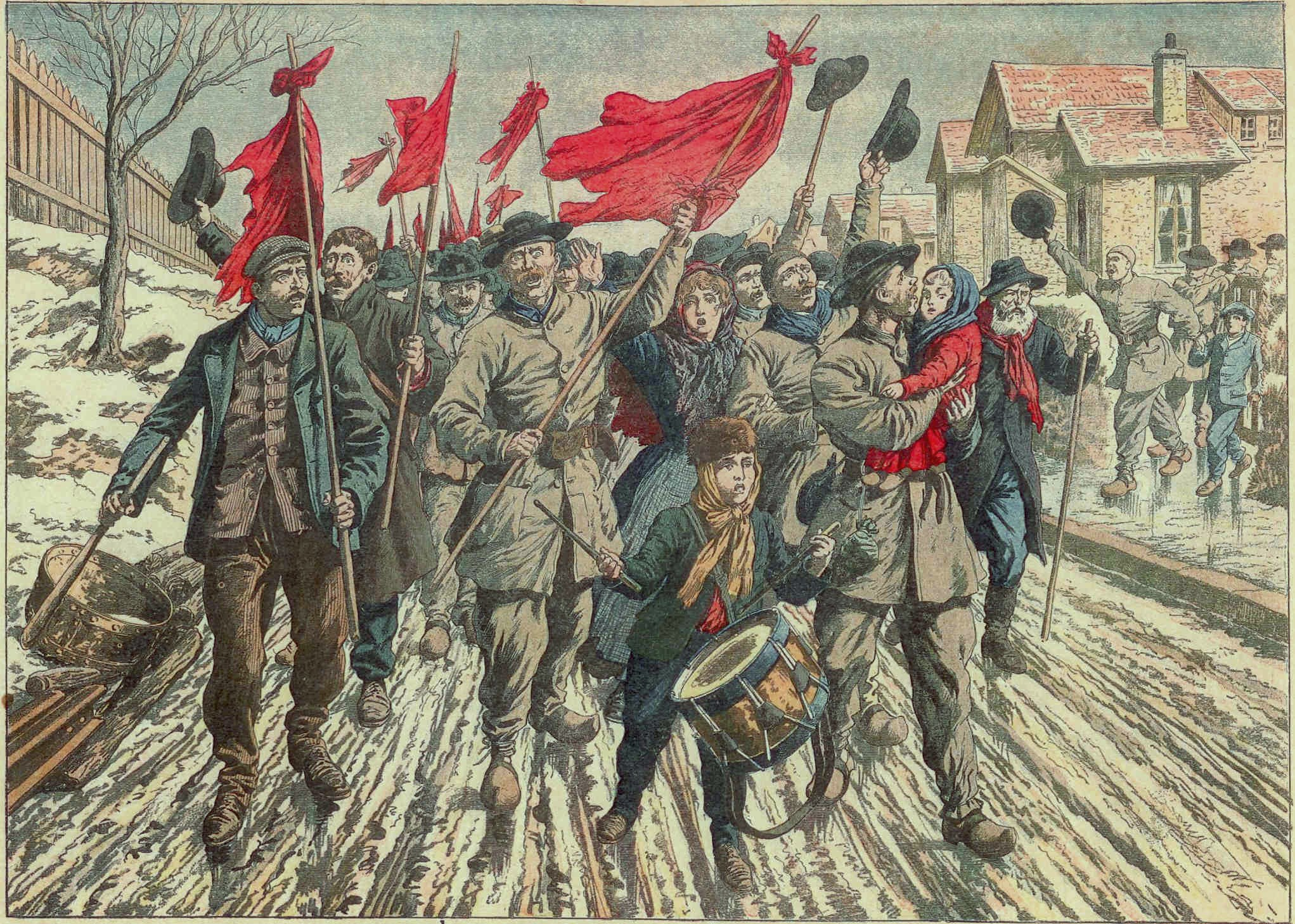
Le cortège des grévistes parcourant les corons.

L'émotion qui s'ensuivit, et la polémique sur la gestion des secours, sont à l'origine d'un vaste mouvement de grève. Le 13 mars, lors des obsèques des premières victimes, à la fosse commune de Billy-Montigny, sous une tempête de neige, en présence de 15 000 personnes, le directeur de la compagnie est accueilli par des huées et des « assassins ! » et doit rapidement partir ; la foule scande « Vive la révolution ! Vive la grève ! ». Le lendemain, les mineurs refusent de redescendre au fond. Les syndicats appellent à une grève qui s'étend aux puits environnants. Le mouvement s'étend à tous les bassins miniers français et se développe jusque dans le Borinage, en Belgique. Le 16 mars, 25 000 ouvriers sont en grève, chiffre qui monte même à 60 000. Les incidents se multiplient entre grévistes et non-grévistes, mais aussi entre les partisans du « Vieux Syndicat » mené par Émile Basly et le « Jeune Syndicat », affilié à la CGT et mené par Benoît Broutchoux. Face aux mineurs en colère, Georges Clemenceau, alors ministre de l'Intérieur, mobilise 30 000 gendarmes et soldats et envoie treize trains de renforts militaires. De nombreuses arrestations ont eu lieu.

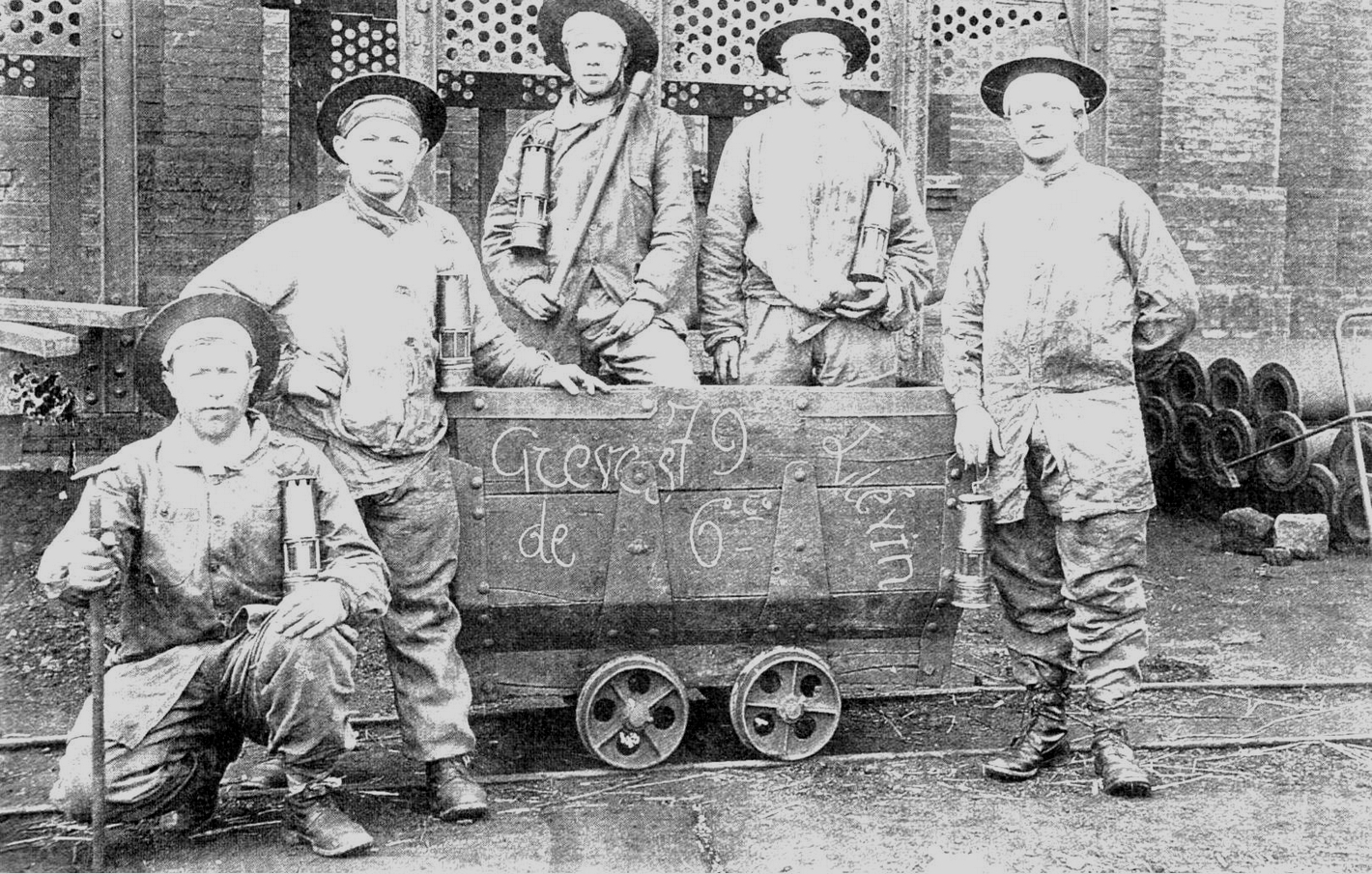
Les mineurs en grève.

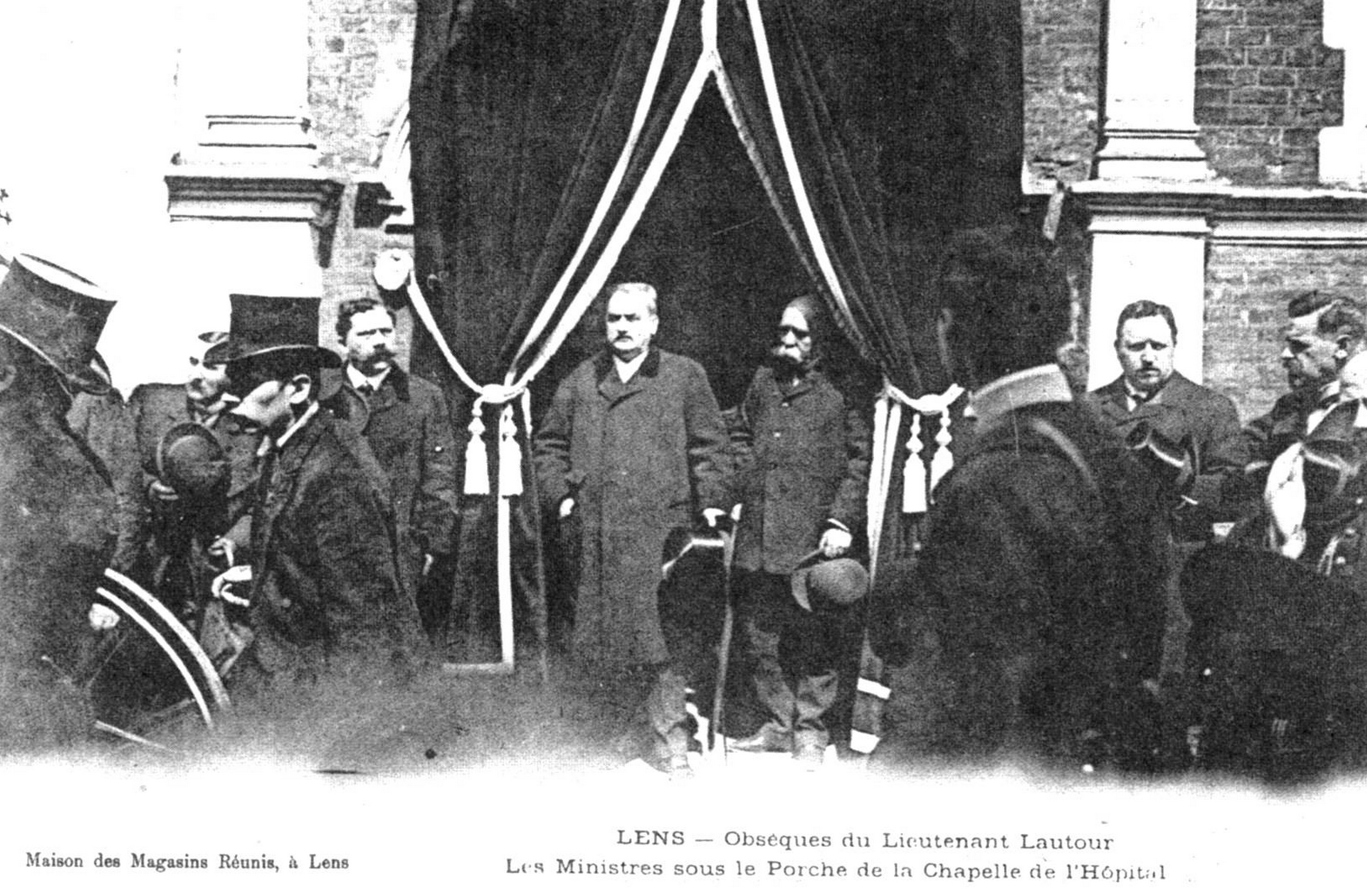
Obsèques du lieutenant Lautour à la suite des manifestations.

La colère des mineurs est renforcée par la découverte tardive de rescapés. Les secours ont manifestement été abandonnés trop tôt et la Compagnie de Courrières est accusée de vouloir enterrer vivantes les victimes. La grève se durcit et un officier de l'armée est tué le 23 avril. À la fin du mois, malgré la répression et le manque d'argent des familles des mineurs, le patronat concède des augmentations de salaires. Le travail reprend début mai.
Cette catastrophe a suscité un élan de générosité sans précédent en France et en Europe et 6,5 millions de francs-or sont collectés. La compagnie minière elle-même donne 2,2 millions de francs aux ayants droit et verse des rentes annuelles de l'ordre de 500 000 francs aux familles.
La catastrophe provoqua une crise politique et un mouvement social qui déboucha sur le rétablissement du repos hebdomadaire. Elle donne aussi le coup de départ de l'immigration dans le Nord-Pas-de-Calais. Environ 900 mineurs kabyles, recensés dès 1910 par la commission d'enquête d'Octave Dupont, travaillent pour la Compagnie des mines de Courrières. La Compagnie des mines d'Anzin lui emboîte le pas, et recrute des jeunes célibataires ou des hommes venant sans leur famille. Une enquête réalisée en 1914 décompte 1 500 Algériens employés dans les mines de charbon du Nord-Pas-de-Calais.
Après la catastrophe, la langue française s'est enrichie d'un mot nouveau d'origine picarde : rescapé, largement repris dans la presse, et qui supplanta réchappé.

### Répercussions techniques
La catastrophe constitue un épilogue douloureux à la querelle qu'entretenaient les ingénieurs des mines français sur la question du risque d'explosion présenté par les poussières en l'absence de grisou.
Elle porta le coup de grâce à la théorie dite « anti-poussiériste » dominante chez les ingénieurs français depuis les travaux de Mallard et Le Chatelier (1882).
Le risque de coup de poussier est difficile à prévenir car la poussière de charbon est omniprésente dans la mine, et parce que l'aération, qui dilue et emporte le grisou, dessèche aussi ces poussières. Les parades sont, d'une part l'arrosage, et d'autre part l'ajout à la poussière de charbon de poussière ininflammable, comme la poussière de roche.
L'énormité de la catastrophe de Courrières s'explique par la propagation indéfinie de l'explosion, le long de 110 km de galeries ravagées. Ce risque ne faisait alors l'objet d'aucune prévention. Les études menées ensuite portèrent donc notamment sur cet aspect, et aboutirent aux arrêts barrages, ou taffanelles, du nom de leur inventeur Jacques Taffanel. Ces arrêts barrages consistent en une sorte de faux plafond en planches sur lequel sont posés des auges remplies d'eau, de plâtre ou de poussières ininflammables, et sont généralement associés à une cloison bouchant la galerie, une porte normalement fermée permettant néanmoins le passage. Le but de cette cloison n'est pas d'arrêter un éventuel coup de poussier, mais plutôt de concentrer son souffle sur les auges pour en disperser le contenu dans un grand volume d'air qui, lui, fera bouchon en privant l'explosion de nouveau combustible. Disposés le long des galeries, ces dispositifs se sont révélés efficaces, puisqu'aucune catastrophe n'a atteint depuis, et de loin, l'ampleur de celle de Courrières.
À partir de cette époque, les lampes à feu nu sont bannies au profit des lampes dites de sûreté (lampes Davy).
En 1907, le premier poste central de secours du bassin Nord-Pas-de-Calais est créé à Liévin (il sera transféré à Éleu-dit-Leauwette après sa destruction pendant la Première Guerre mondiale).
On y forme des équipes spécialisées de sauveteurs. Des travaux d'études sur les risques dus au grisou et aux poussières seront entrepris par une suite d'ingénieurs, tous issus de l'École polytechnique, tout d'abord dans le laboratoire créé à Liévin en 1907 par le savant Jacques Taffanel, puis après la Première Guerre mondiale à la station d'essais de Montluçon de son successeur, le savant Étienne Audibert. Celui-ci créera ensuite le CERCHAR (Centre d'Études et de Recherches des Charbonnages de France) à Verneuil-en-Halatte en 1947, lequel sera dirigé successivement par le professeur Raymond Chéradame (1954-1972), le mathématicien Georges Édouard Delannoy (1972-1981), puis Michel Turpin (1981-1990), avant de devenir l'INERIS en 1990. En 1910, apparaît le marteau-piqueur qui augmente le rendement, mais aussi la quantité de poussières, avec les risques d'explosion et de maladies (silicose et pneumoconiose) qui en découlent.

### Bilan humain

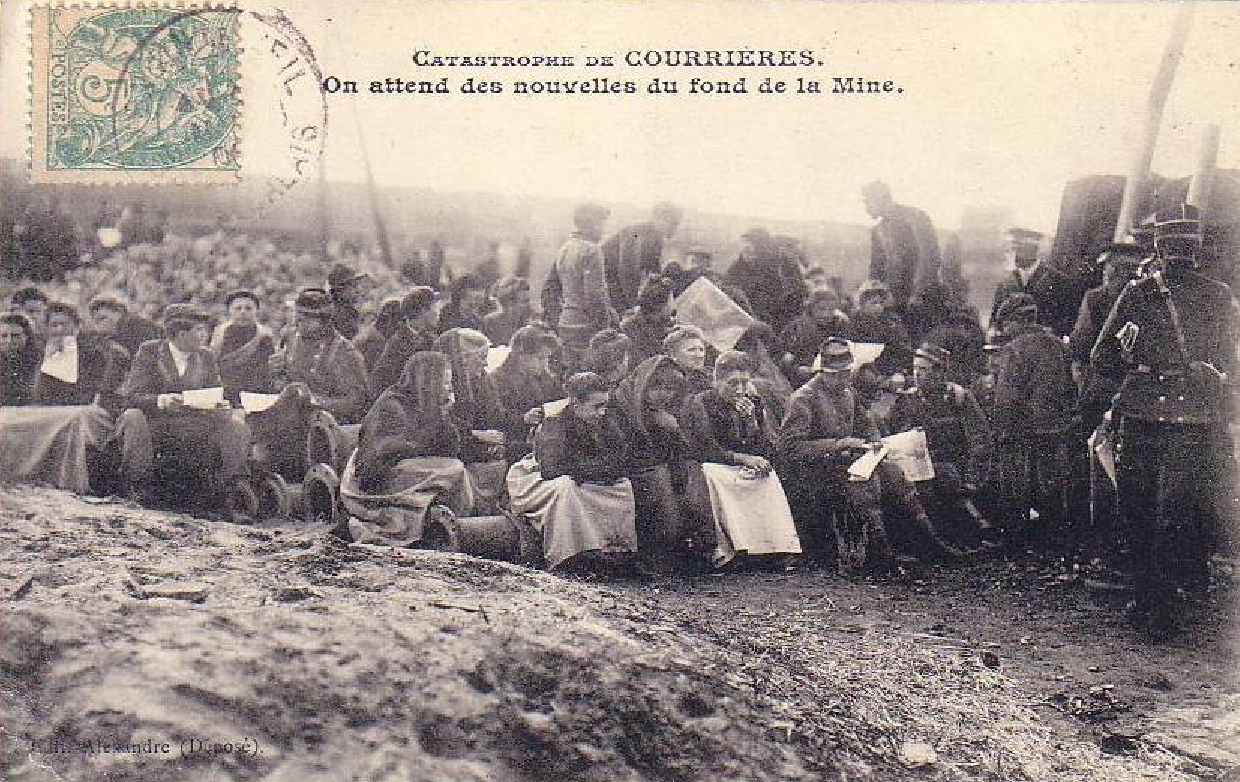
Plusieurs jours après la catastrophe, les familles avaient toujours l'espoir que l'un des leurs soit retrouvé sain et sauf.

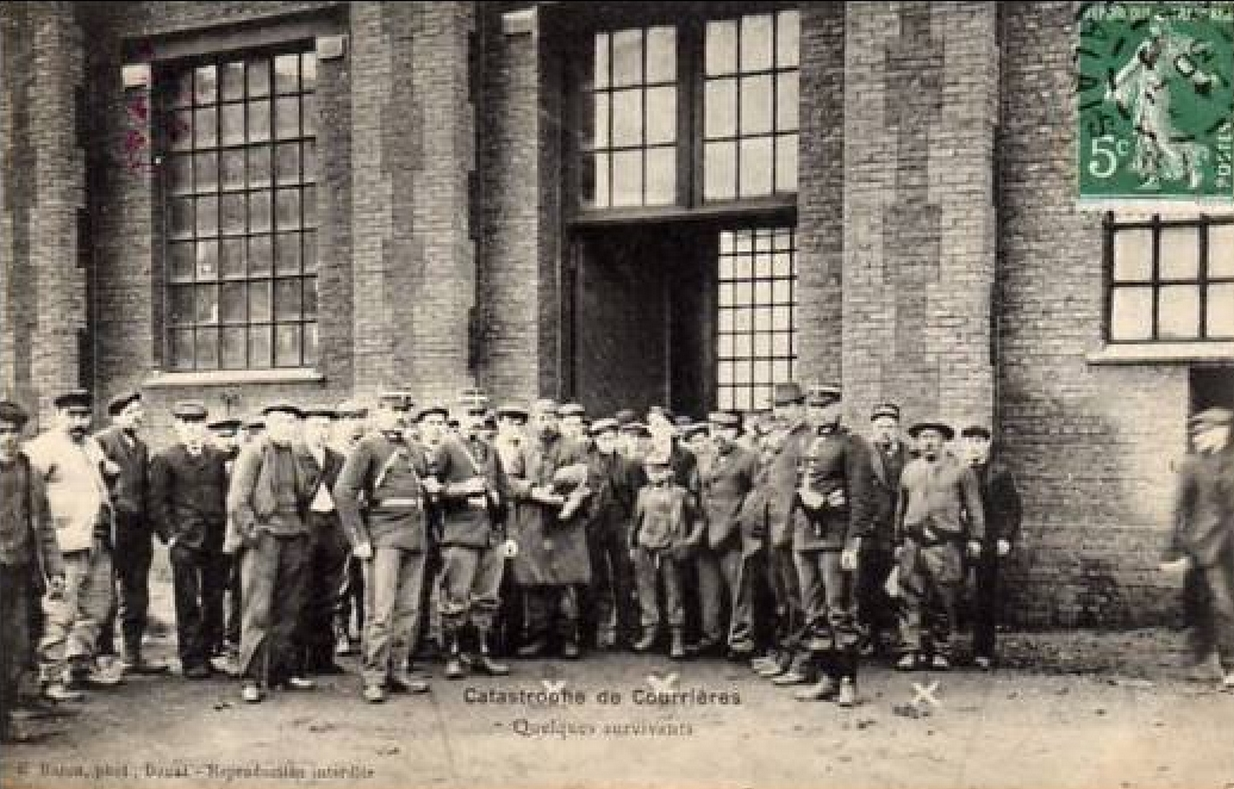
Quelques survivants.

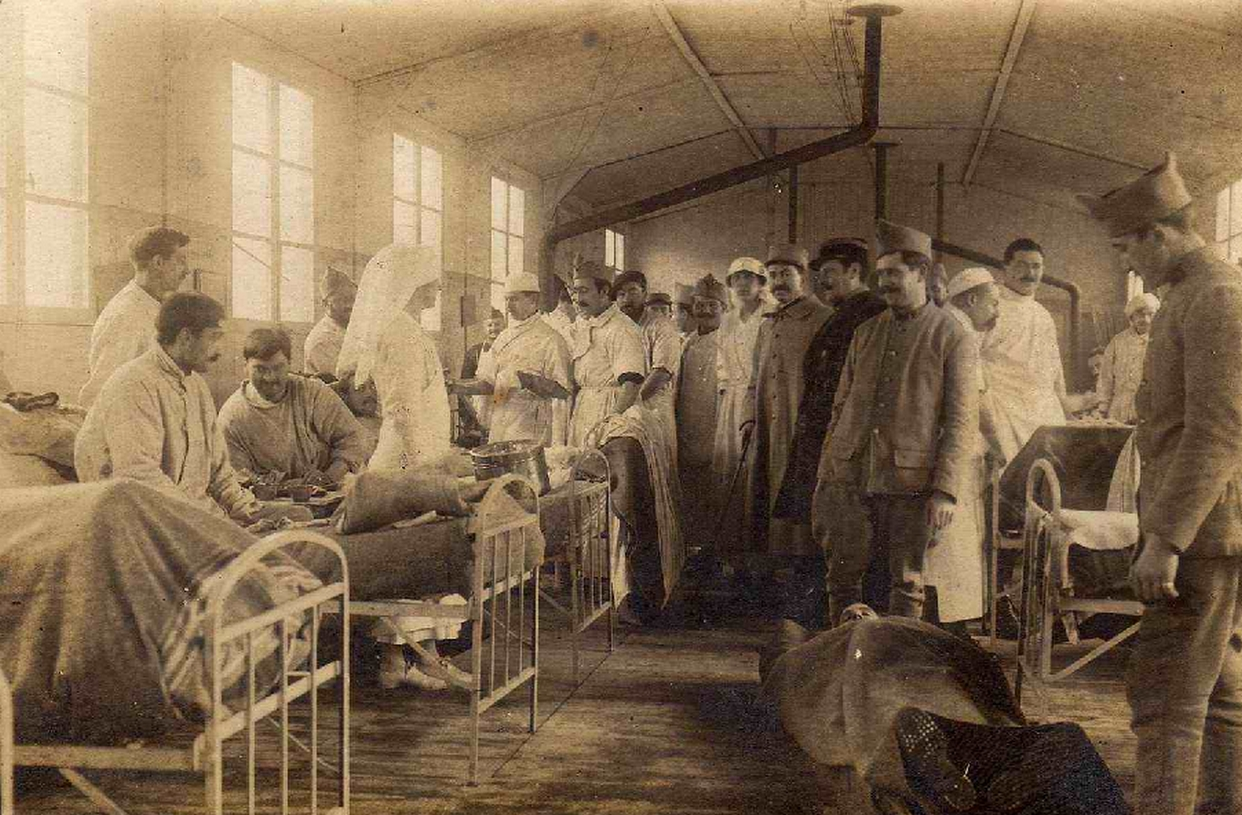
Beaucoup de mineurs passèrent quelques jours à l'hôpital.

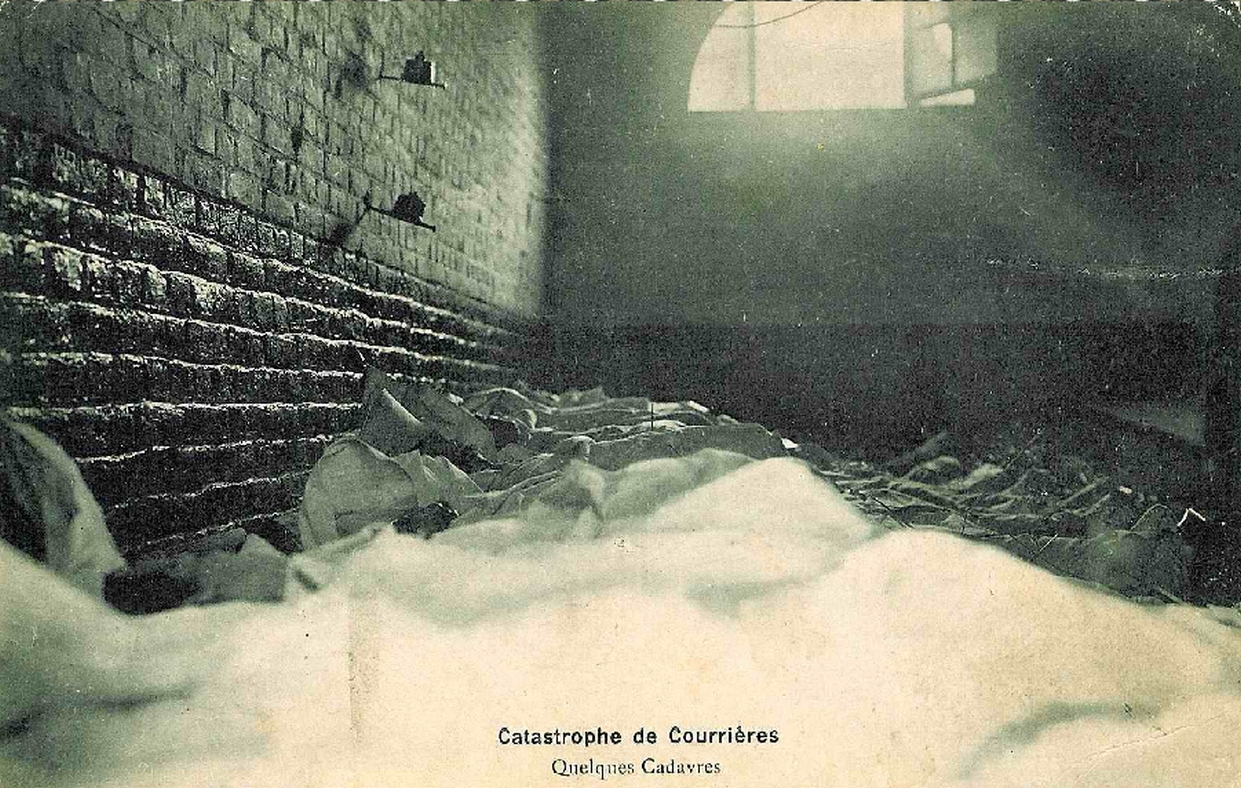
Quelques cadavres.

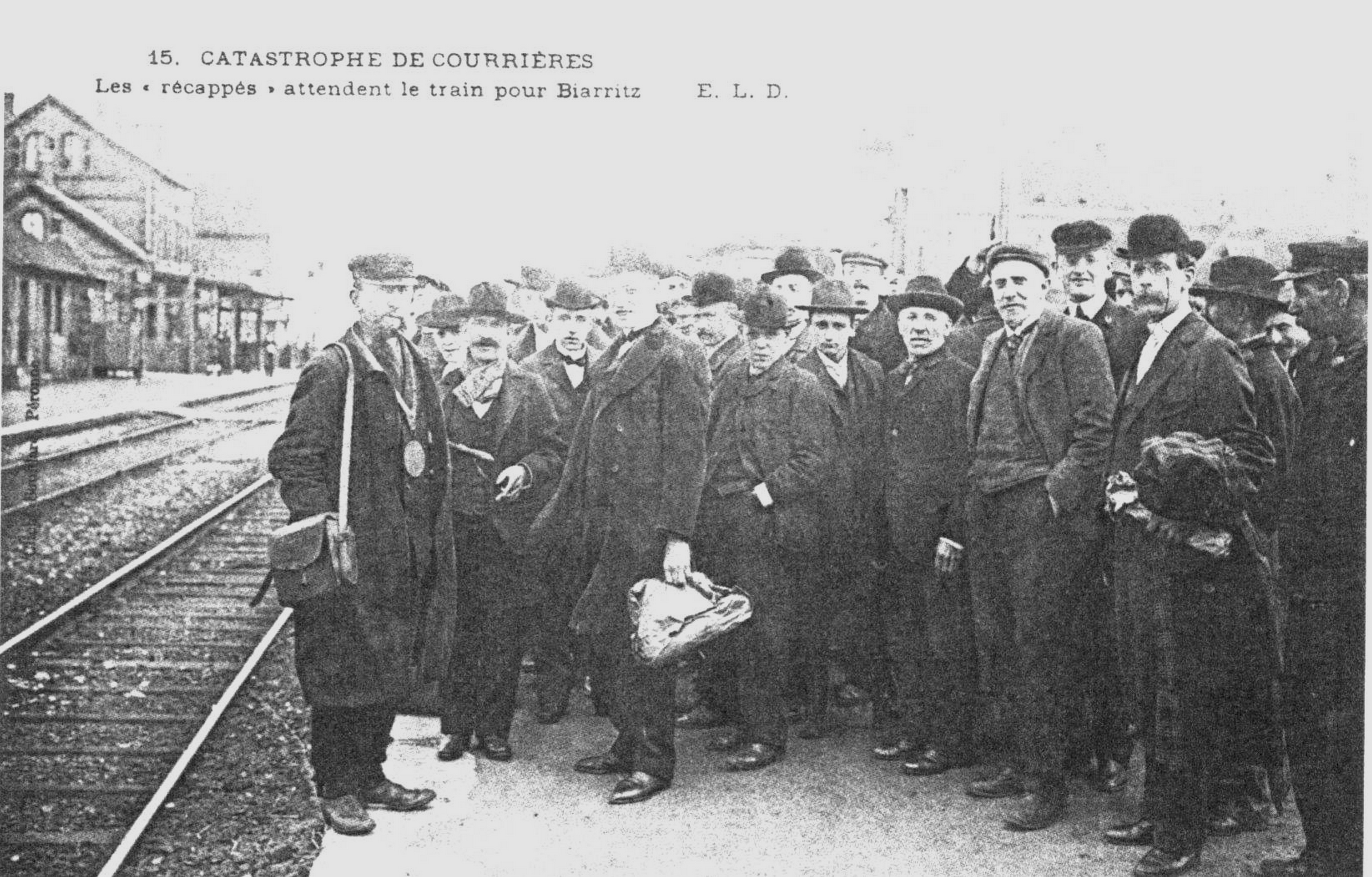
Les rescapés attendent le train pour Biarritz.

L'accident fit officiellement 1 099 morts sur près de 1 800 mineurs descendus ce jour-là, mais le bilan réel est probablement supérieur en raison de la présence de travailleurs « irréguliers » dont le décès n'a pas été imputé à cet accident. Pris au piège, la plupart des ouvriers sont morts asphyxiés ou brûlés par les nuées ardentes de gaz toxiques. En fin de journée, seulement 576 mineurs étaient parvenus à s'échapper de la catastrophe. À ce bilan doit encore être ajouté le décès d'au moins seize sauveteurs qui interviennent dans des conditions de sécurité et d'hygiène précaires.
| Communes               | Nombre de morts | Communes             | Nombre de morts |
| ---------------------- | --------------- | -------------------- | --------------- |
| Acheville              | 5               | Loison-sous-Lens     | 22              |
| Achicourt              | 1               | Méricourt            | 404             |
| Athies                 | 2               | Montigny-en-Gohelle  | 9               |
| Avion                  | 30              | Neuville-Vitasse     | 1               |
| Bailleul-Sir-Berthoult | 8               | Neuvireuil           | 1               |
| Beaurains              | 1               | Noyelles-sous-Lens   | 102             |
| Billy-Montigny         | 114             | Oppy                 | 5               |
| Dourges                | 1               | Rouvroy              | 9               |
| Farbus                 | 1               | Sailly-Labourse      | 1               |
| Feuchy                 | 1               | Saint-Laurent-Blangy | 1               |
| Fouquières-lès-Lens    | 36              | Sallaumines          | 304             |
| Hénin-Liétard          | 8               | Thélus               | 2               |
| Izel-lès-Équerchin     | 1               | Vimy                 | 13              |
| Lens                   | 12              | Vitry-en-Artois      | 1               |
|                        |                 | Willerval            | 3               |

| Âge            | Billy- Montigny | Méricourt | Noyelles- sous-Lens | Sallaumines | Autres Communes | Total | Pourcentage |
| -------------- | --------------- | --------- | ------------------- | ----------- | --------------- | ----- | ----------- |
| 13 ans         | 0               | 2         | 0                   | 0           | 0               | 2     | 0,182 %     |
| 14 ans         | 6               | 17        | 5                   | 14          | 5               | 47    | 4,273 %     |
| 15 ans         | 9               | 27        | 10                  | 15          | 12              | 73    | 6,637 %     |
| 16 ans         | 5               | 20        | 6                   | 11          | 13              | 55    | 5 %         |
| 17 ans         | 8               | 19        | 6                   | 21          | 11              | 65    | 5,909 %     |
| 18 ans         | 3               | 28        | 2                   | 14          | 13              | 60    | 5,454 %     |
| 19 ans         | 3               | 13        | 5                   | 13          | 13              | 47    | 4,273 %     |
| 20 ans         | 8               | 17        | 5                   | 5           | 13              | 48    | 4,364 %     |
| 21 à 25 ans    | 17              | 45        | 10                  | 39          | 18              | 129   | 11,728 %    |
| 26 à 30 ans    | 11              | 65        | 19                  | 49          | 25              | 169   | 15,364 %    |
| 31 à 35 ans    | 14              | 40        | 9                   | 54          | 16              | 133   | 12,090 %    |
| 36 à 40 ans    | 17              | 37        | 12                  | 32          | 17              | 115   | 10,454 %    |
| 41 à 45 ans    | 7               | 40        | 7                   | 22          | 10              | 86    | 7,818 %     |
| 46 à 50 ans    | 1               | 22        | 6                   | 11          | 5               | 45    | 4,090 %     |
| 51 à 55 ans    | 5               | 10        | 0                   | 3           | 5               | 23    | 2,091 %     |
| 56 ans et plus | 0               | 2         | 0                   | 1           | 0               | 3     | 0,273 %     |
| Total          | 114             | 404       | 102                 | 304         | 176             | 1 099 | 100 %       |

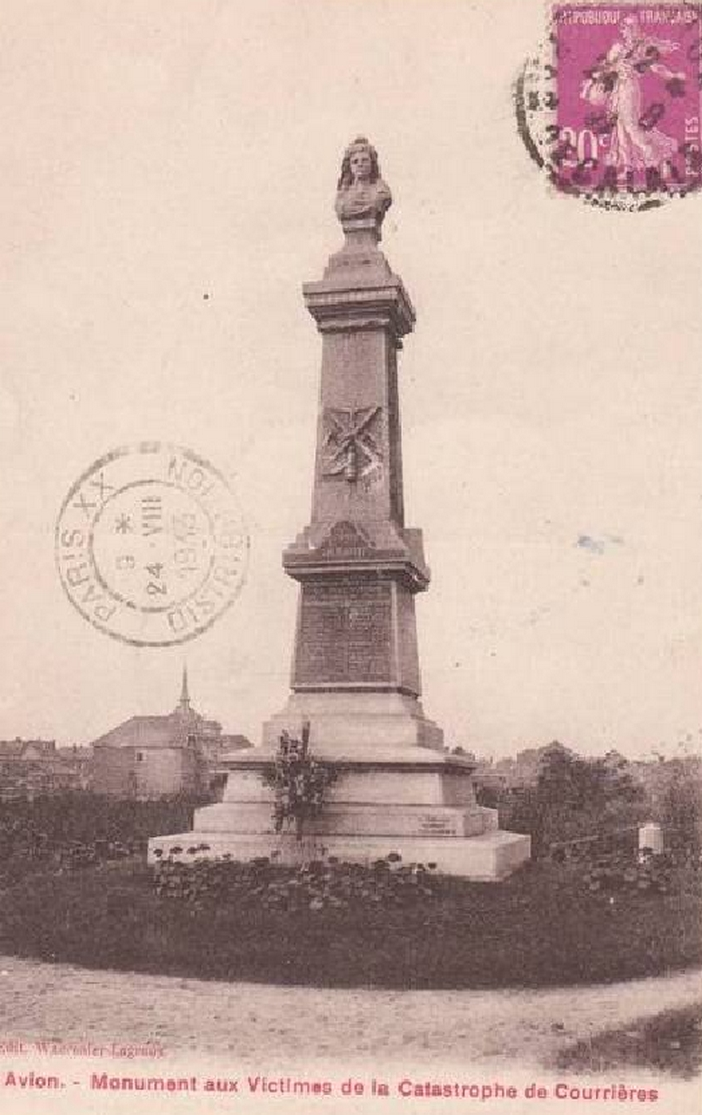
Monument aux victimes de la catastrophe de Courrières, à Avion.

D'après les chiffres du tableau, parmi l'ensemble des victimes, les mineurs âgés de 13 à 18 ans inclus représentent 27,45 % des victimes, 36,10 % pour la tranche d'âge de 13 à 20 ans inclus, 39,20 % pour la tranche d'âge de 21 à 35 ans inclus, enfin, les mineurs de 36 ans et plus représentent 24,70 % des victimes.
La catastrophe est connue sous le nom de « catastrophe de Courrières » parce que c'est dans cette commune que siégeait la compagnie des mines concernée. Elle ne s'est pas déroulée sur le territoire de cette commune, et n'a même tué aucun Courriérois.
La catastrophe a eu lieu vingt ans après la première parution du roman Germinal d'Émile Zola, qui était décédé depuis quatre ans.
Une quarantaine d'années après la catastrophe, le sujet reste sensible et surveillé par les autorités politiques. Le film de Louis Daquin La Grande Lutte des mineurs est interdit par la censure, après les grèves de 1947-1948. Un autre, produit au même moment, Le Point du jour, subit de nombreuses coupes au montage, par la censure exercée par le service de communication des Charbonnages, officialisées par un accord conclu le 25 mai 1948 : 65 coupes, restrictions et modifications, sont apportés au scénario, pour le rendre cohérent avec la propagande du moment. Parmi les modifications importantes, celles concernant l'évocation de la catastrophe de Courrières : la date sera supprimée du commentaire, le nombre de victimes passe de 1 100 morts à « Plus de 300 », le nom du puits est modifié.

## Commémorations

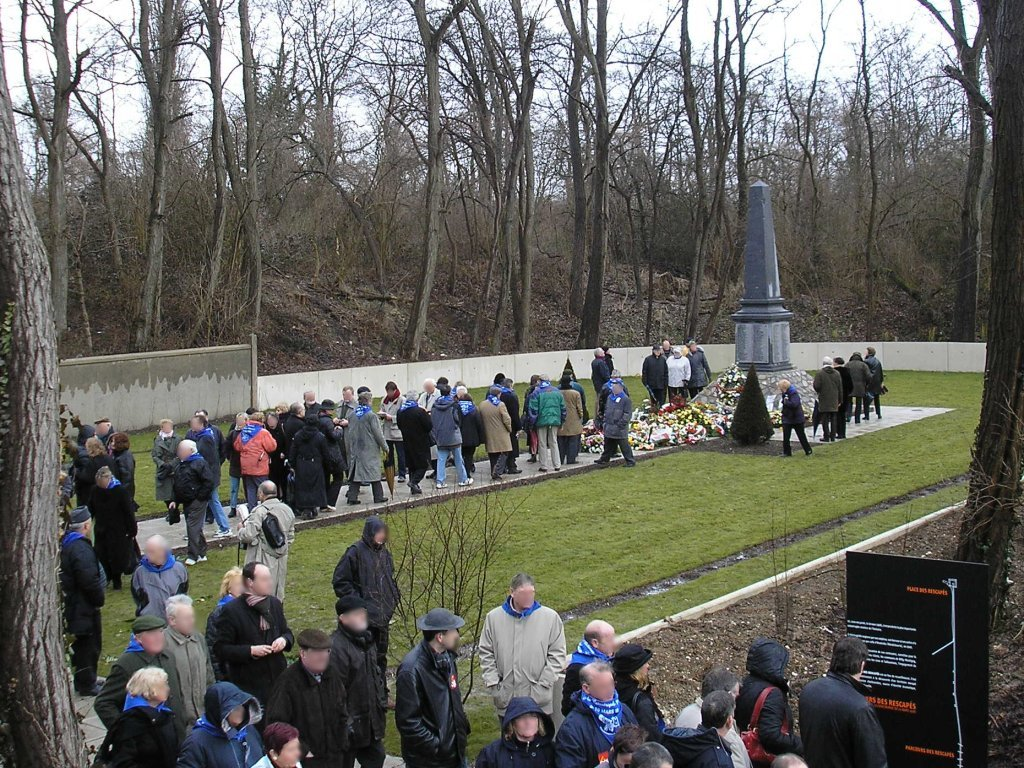
La nécropole (le « silo ») de Méricourt.

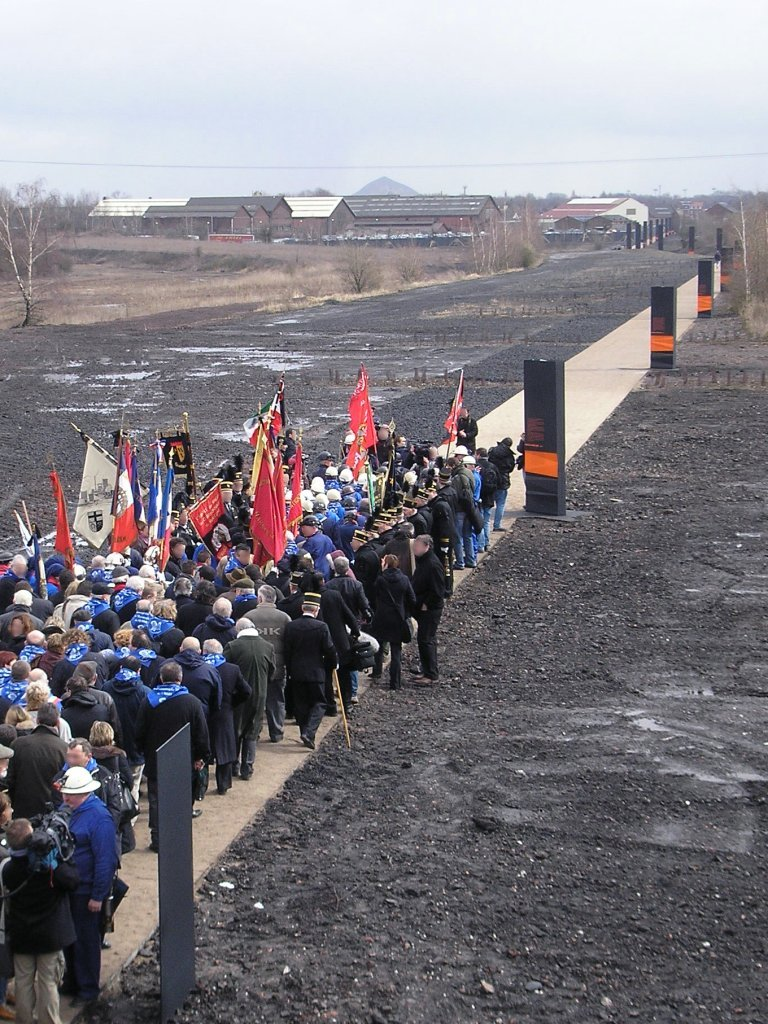
Inauguration du « parcours des rescapés » vers la fosse no 2 à Billy-Montigny.

Une nécropole située à la frontière des communes de Billy-Montigny et de Méricourt abrite dans une fosse commune (le « silo ») les corps de 272 mineurs non identifiés. Un monument commémoratif y a été édifié ; un autre rappelle la catastrophe survenue dans la ville voisine de Fouquières-lez-Lens le 4 février 1970. À l'occasion du centième anniversaire de la catastrophe de 1906, la Communaupole de Lens-Liévin a aménagé un « parcours des rescapés » entre la nécropole et l'emplacement de l'ancienne fosse no 2 de Billy-Montigny où 13 survivants ont rejoint le jour, 17 jours après l'arrêt des recherches. Cet aménagement d'un kilomètre de long comprend 21 bornes métalliques sur lesquelles sont relatés le quotidien et les événements qui suivirent en surface et la survie des rescapés dans les galeries. La création de cet aménagement a été conçue par Territoires, Sites et Cités-paysagistes, Vrignaud Nicolas et Louazon Jean-Marc (scénographes).
La Poste française a mis en vente le 6 mars 2006 un timbre d'une valeur de 0,53 € commémorant le souvenir de cette catastrophe. Au format vertical de 30 × 40 mm, il a été dessiné par Paul Véret-Lemarinier d'après une œuvre de Lucien Jonas (1880-1947) et représente un mineur agenouillé avec une lampe à la main et une barrette (chapeau en cuir alors porté dans les mines) sur la tête. Il est imprimé en héliogravure par feuille de 48 timbres.
Du 9 au 11 octobre 2006 a été organisé au Centre historique minier de Lewarde un colloque international sur la catastrophe et ses conséquences ainsi qu'une double exposition sur Courrières et Marcinelle qui s'est déroulée jusqu'au 7 janvier 2007.

## Chronologie
- 28 novembre 1905 : le délégué mineur de la Fosse 3, Pierre Simon dit « Ricq » signale dans son rapport d'inspection le manque d'air dans les galeries, la grande quantité de poussière de charbon dans l'atmosphère et la nécessité de l'arroser[24] ;
- 16 et 17 février 1906 : Pierre Simon recommande de ne plus faire descendre d'ouvriers à la Fosse 3 et de pratiquer des arrivées d'air[24] ;
- 6 mars : incendie dans la « veine Cécile » de la Fosse 3, alerte donnée par un palefrenier ramenant un cheval à l'écurie de l'étage 280, qui remarqua un grand volume de fumée[25] ;
- 7 mars : à 1 heure du matin, le chef porion craignant un éboulement, fait construire un renfort en pierres sèches dans la « veine Cécile »[25] ;
- 8 mars : le délégué mineur de la Fosse 3, Pierre Simon, voit le mur construit la veille à l'étage 280 et interpelle vers 8 h et demie l'ingénieur Bousquet[25] ;
- 10 mars à 6 h 30 ; explosion à l'étage 326 de la Fosse 3[25] ;
- 10 mars après 6 h 30 : environ trois cents mineurs remontent en passant par les cages des puits 10 et le 11[1] ;
- 10 mars à 6 h 45, Pierre Simon et le chef porion Sylvestre se portent au 2/10. Pierre Simon pénètre à l'étage 280 et retrouve 17 mineurs survivants[25] ;
- 10 mars : aussitôt après la catastrophe, l'ingénieur en chef Auguste Bar arrive à la fosse 4/11. Il constate que la cage du fond est bloquée à 383 mètres ;
- 10 mars : aussitôt après la catastrophe[24], Élie Reumaux, agent général de la Compagnie des mines de Lens, demande, sans succès, qu'on défonce l'enchevêtrement de poutres qui obstrue à 170 mètres la Fosse 3. L'ingénieur en chef de Courrières Auguste Bar s'y oppose[24] ;
- 10 mars à 18 heures : l'inspecteur général du Service des Mines Frédéric Delafond arrive à Courrières, et en vertu de la loi de 1810[25], l'ingénieur en chef Gustave Léon, du même Service des Mines, prend la direction des travaux ;
- 10 mars : les ingénieurs du Service des Mines René Petitjean et Félix Leprince-Ringuet, descendus à la Fosse 3, ne peuvent dépasser -170 m, le puits étant complètement encombré par des amas de poutres et de ferrailles[25] ;
- 10 mars à 21 h 30 : Ricq et les 17 mineurs survivants remontés. Sylvestre essaie de pénétrer à l'étage 303 mais s'effondre asphyxié ainsi qu'un mineur qui l'accompagnait. L'ingénieur d'exploitation du Puits 2 est blessé. Un grand « trouble existait dans le haut personnel de la Compagnie de Courrières »[26],[25] ;
- 11 mars, à 8 heures du matin : « sur les vives insistances » du délégué-mineur Ricq, « M. Léon l'autorise à aller tenter par la fosse 10, une nouvelle exploration de la fosse 3 »[27], exploration « exécutée sous le contrôle de l'ingénieur Leprince-Ringuet »[25] ;
- 11 mars : Le Petit Parisien consacre toute sa « une » à la catastrophe[28] ;
- 11 mars : le Grand Écho du Nord rapporte que 125 mineurs sont remontés avant l'accident, « ils travaillaient dans un quartier proche (…) l'ingénieur les a fait remonter » ;
- 11 mars à 2 heures de l'après-midi : Ricq et Leprince-Ringuet remontent, l'espoir de trouver des vivants ne s'est pas réalisé, mais les explorations du dédale des 110 kilomètres de galeries et voies diverses n'ont été que bien partielles[25] ;
- nuit du 11 au 12 mars : renversement d'aérage, contre les incendies résiduels[25] ;
- 12 mars : arrivée de sauveteurs allemands du bassin minier de la Ruhr, munis des appareils respiratoires[29] ;
- 12 mars : obsèques solennelles sous une tempête de neige dans plusieurs communes, des 18 mineurs dont les corps n’ont pas été identifiés à la fosse commune entre Sallaumines et Billy-Montigny devant 15 000 personnes[29]. De nombreux journaux lancent depuis quelques jours des souscriptions à la une[29] ;
- 14 mars : lendemain de l'enterrement des premières victimes, comité de grève formé à Lens[29] et comité de secours aux familles créé par le Préfet du Pas-de-Calais, Jean Duréault[25]. Grèves à Dourges et d’Ostricourt;
- 14 mars en soirée : le radical Ferdinand Sarrien présente le gouvernement Ferdinand Sarrien, une nouvelle version du Bloc des gauches aux députés. Le ministère du Commerce est pour la première fois renommé en « ministère du Commerce, de l'Industrie et du Travail » ;
- 14 mars en soirée : le nouveau ministre de l’Intérieur Georges Clemenceau, pour la première fois au gouvernement, accepte la remontée des cadavres[25], mais dans des cercueils et couverts de chaux. Albert Calmette, directeur de l’Institut Pasteur de Lille, doit conjurer le danger d’épidémie[25],[30] ;
- 17 mars : Georges Clemenceau à Lens, rencontre Émile Basly, du « Vieux Syndicat », et Benoît Broutchoux, du « Jeune Syndicat »[29]. Puis il décide que les remontées de cadavres sont suspendues ;
- 20 mars : plusieurs députés demandent que la Compagnie, si elle est reconnue coupable, soit dessaisie de la concession[29]. Jean Jaurès, Émile Basly et tous les socialistes réclament ouvertement la nationalisation[29] ;
- 21 mars : première liste de victimes comprenant 1034 noms[25]. Émile Loubet, ex-président de la République, porté à la tête d’un comité central des secours[29] ;
- 22 mars : l'ingénieur Paul Weiss arrive du Service des Mines de Paris pour « coiffer » les ingénieurs à Courrières[31] ;
- 24 mars : L'Assiette au beurre sort un numéro entièrement consacré à la catastrophe[29] ;
- 25 mars : Le Petit Journal publie un supplément sur la catastrophe[29] ;
- 27 mars : le barrage à l'étage 306 dans la « Veine Joséphine » est abattu, ce qui permettra le passage des rescapés[25] ;
- 28 mars : les travaux de remise en état des fosses ont commencé[25] ;
- 28 mars : référendum, avec l’accord des préfets, sur les propositions des compagnies[29] ;
- 30 mars : 13 mineurs remontent vivants après 20 jours au fond, ils ont mangé un cheval, de l'avoine et les provisions des camarades décédés. Les vendeurs de journaux sont dévalisés et les retirages des éditions spéciales ne suffisent pas[25] ;
- 30 mars : le mathématicien Henri Poincaré, diplômé de l'École des mines de Paris, explique que la descente des gaz dangereux dans les zones les plus profondes a laissé des espaces de survie dans certaines tailles[25] ;
- 31 mars : le ministre des Travaux publics Louis Barthou confie une commission d’enquête sur le sauvetage à l’inspecteur général des mines Marie-Adolphe Carnot, ex-président de la SEPIN, avec trois hauts fonctionnaires des mines, Louis Aguillon (ingénieur), Nivoit et Kuss et deux délégués mineurs, Cordier et Evrard[29] ;
- 1er avril : légions d’honneur remises par Louis Barthou à deux rescapés, Charles Pruvost (45 ans) et Henri Nény (38 ans)[29] ;
- 2 avril : 18e jour de grève, pillages de maisons et voies ferrées sabotées[29] ;
- 2 avril : charge d'Émile Basly contre les conditions du sauvetage à la Chambre des députés[29] ;
- 4 avril : Auguste Berton, dernier rescapé à remonter, 24 jours après la catastrophe[32], avait tous les jours appelé à l'accrochage de la cage[29] ;
- 7 avril : les sauveteurs atteignent les barrages, dont trois sont intacts, alors qu'on les croyait brûlés ;
- 13 avril : 309 cadavres seulement remontés, ce sera 611 au 16 mai, et 1 064 au 25 juillet[1] ;
- 29 avril au 6 mai : la grève se termine, moitié sur les concessions salariales des Compagnies, moitié sur des menaces de sanctions ;
- législatives du 6 mai, gagnées par la Gauche, Émile Basly réélu[25] ;
- 18 mai : assemblée générale des actionnaires de la Compagnie, le bilan des victimes est de 1 095 personnes dont la moitié (494) disparues, les pensions aux 548 veuves évaluées à 800 000 francs la première année. Dégâts matériels de 30 millions de francs[25] ;
- loi du 13 juillet 1906, accordant à tous les salariés de l'industrie et du commerce un repos de 24 heures après six jours de travail ;
- 25 octobre : création du Ministère du Travail (France), occupé par René Viviani ;
- loi du 17 mars 1907 instaurant la parité aux conseils de prud’hommes ;
- 10 et 17 mai 1907 : le Conseil général des mines délibère de l’accident lors de deux séances. Deux versions de son avis sont publiées. L'une, majoritaire, blanchit la compagnie, tandis que l'autre, minoritaire, réunissant le Délégué mineur Simon, l'ouvrier mineur Vincent, et les ingénieurs Thiéry et Petitjean[24], dénonce de nombreuses erreurs ;
- mai 1907 : le tribunal d’Arras rend une ordonnance de non-lieu, confirmée le 24 juillet par la Cour d’appel de Douai[29] ;
- 1907 : les Annales des Mines publient un article sur les gaz d'incendie, mais le taux d'hydrogène n'est généralement pas recherché et évalué[25].

## Autres catastrophes
Parmi les autres catastrophes industrielles de l'histoire, le drame du 24 avril 2013 au Bangladesh, dans lequel plus de 1 100 personnes ont trouvé la mort lors de l'effondrement du Rana Plaza, immeuble de plusieurs étages avec en son sein des dizaines d'ateliers de confection, attirant l'attention sur les conditions de travail indignes dans lesquelles travaillent des millions de personnes. Juste après cette catastrophe, un collectif de syndicats et d'ONG françaises, s'est mobilisé, pour imposer aux multinationales de mieux contrôler les chaînes de sous-traitance du textile, dont les grandes marques ont alors été prises à partie. Peu après, la France a été le premier pays à instaurer une responsabilité juridique établie des acteurs privés transnationaux sur les atteintes aux droits humains et à l’environnement causés le long de leur chaîne de valeur, en adoptant la loi de mars 2017 sur le devoir de vigilance en 2017, sur le "devoir de vigilance".

## Les protagonistes
- Les rescapés, Charles Pruvost (45 ans) et Henri Nény, reçoivent la Légion d'honneur ;
- Auguste Berton[32], remonté 24 jours après la catastrophe, expliquant qu'il a appelé tous les jours à l'accrochage ;
- Le délégué-mineur de la Fosse 3, Simon, dit « Ricq », qui demande à inonder l'incendie de la « veine Cécile »[25] ;
- L'ingénieur Bousquet, qui s'y oppose et décide de plutôt barrer la « veine Cécile »[25] ;
- L'ingénieur de la Fosse 3, Ambroise Gabriel Narcisse Barrault[25] ;
- L'inspecteur général du Service des Mines Frédéric Delafond, mandaté par le ministre des Travaux publics pour diligenter l'enquête technique[31] ;
- L'ingénieur en chef du Service des Mines Gustave Léon, qui prend la direction des travaux ;
- 10 mars, les ingénieurs du Service des Mines, René Petitjean et Félix Leprince-Ringuet, descendus à la Fosse 3. Petitjean, nouvellement nommé pour cette circonscription, ne connaissait pas auparavant la mine de Courrières[25] ;
- Élie Reumaux, agent général de la Compagnie des mines de Lens[24], voisine, arrivé aussitôt après la catastrophe, demande de défoncer l'enchevêtrement de poutres qui obstruait complètement le puits no 3 à 170 mètres de profondeur ;
- L'ingénieur en chef de Courrières, Auguste Bar, qui s'y oppose[24] ;
- Auguste Lavaurs, directeur des mines de Courrières[34], qui s'y oppose aussi ;
- Alfred Louis Joseph Dupont (1840-1917), président du conseil d’administration des mines de Courrières de 1892 à 1916 ;
- Paul Schneider, vice-président du conseil d’administration ;
- Charles Thellier de Poncheville, secrétaire du conseil d'Administration ;
- Marie Adolphe Carnot, directeur de l'École des mines[35], chargé d'une enquête le 31 mars ;
- Louis Aguillon, président du Service des Mines, nommé dans la « Commission Carnot » ;
- L'ingénieur Charles-Émile Heurteau, alors directeur de la Compagnie du chemin de fer de Paris à Orléans, chargé du rapport final ;
- L'ingénieur Paul Louis Weiss, arrivé de la direction du Service des Mines de Paris le 22 mars pour « coiffer » les ingénieurs à Courrières[31] ;
- le Préfet du Pas-de-Calais, Jean Duréault ;
- Georges Clemenceau, nommé ministre de l'Intérieur le 14 mars, sa première expérience gouvernementale à près de 65 ans, et qui sera appelé à la présidence du Conseil par le président de la République Armand Fallières le 25 octobre 1906 ;
- Le docteur Albert Calmette, directeur de l’Institut Pasteur de Lille, s'oppose à la remontée des cadavres, puis est chargé de l'organiser par Clemenceau, mais aspergés auparavant de lait de chaux et de phénol et à un rythme trop lent pour identifier les causes des décès ou retrouver des rescapés[30].